# Transporte en la India
El transporte en la India abarca los modos de terrestre, marítimo y aéreo. La vía terrestre constituye el principal medio de desplazamiento para la mayoría de los ciudadanos indios, destacando los sistemas de transporte por carretera como uno de los más empleados a nivel global.

El Golden Quadrilateral conecta las cuatro principales ciudades metropolitanas de la India: Delhi (norte), Calcuta (este), Chennai (sur) y Bombay (oeste).

La red de carreteras de la India se posiciona como la segunda más grande a nivel mundial, siendo superada únicamente por la de Estados Unidos. Además, se erige como una de las más transitadas del planeta, registrando un flujo anual de 8.225 millones de pasajeros y una carga que supera los 980 millones de toneladas a partir de 2015. La extensa red ferroviaria india, por su parte, ocupa el cuarto puesto en términos de tamaño y se sitúa en segundo lugar en cuanto a tráfico, con un movimiento anual de 8.090 millones de pasajeros y 1.200 millones de toneladas de carga desde 2020. En relación con la aviación en la India, esta se divide en dos amplias categorías: aviación militar y civil, siendo esta última el mercado de más rápido crecimiento en el mundo, según datos de la Asociación Internacional de Transporte Aéreo (IATA, International Air Transport Association). En cuanto a las vías navegables del país, compuestas por ríos, canales, remansos y arroyos, se posicionan como la novena red más extensa globalmente. Sin embargo, el transporte de mercancías a través de estas vías se encuentra significativamente infrautilizado en la India, representando tan solo el 0,1% del tráfico interior total en términos de carga transportada en toneladas-kilómetro. En su conjunto, alrededor del 21% de los hogares indios cuentan con un vehículo de dos ruedas, mientras que el 4,5% poseen uno. Según el censo de 2011 en la India, el 70% de los hogares poseen automóviles o furgonetas. La industria automotriz india experimenta un crecimiento veloz en la actualidad, con una producción anual que supera los 4,6 millones de vehículos. Además, presenta una tasa de crecimiento anual del 10,5%, y se proyecta un sustancial aumento en el volumen de vehículos en el futuro.

## Medios de transporte tradicionales

### Caminar
Caminar desempeñaba un papel fundamental en el transporte en épocas antiguas, donde largas distancias eran recorridas a pie o en carretas tiradas por bueyes. Un ejemplo notable es el de Adi Sankaracharya, quien recorrió toda la India desde Kalady, cerca de Cochín. En la actualidad, caminar sigue siendo un medio de transporte esencial en las zonas rurales. En la ciudad de Bombay, se ha implementado un enfoque para mejorar las condiciones de tránsito peatonal mediante la construcción de más de 50 pasarelas como parte del proyecto Bombay Skywalk, promovido por la Autoridad para el Desarrollo de la Región Metropolitana de Bombay. Este proyecto resulta sumamente beneficioso ya que los peatones contribuyen a mitigar el tráfico vehicular. En Bengala Occidental, también se ha erigido el Dakshineswar Skywalk.

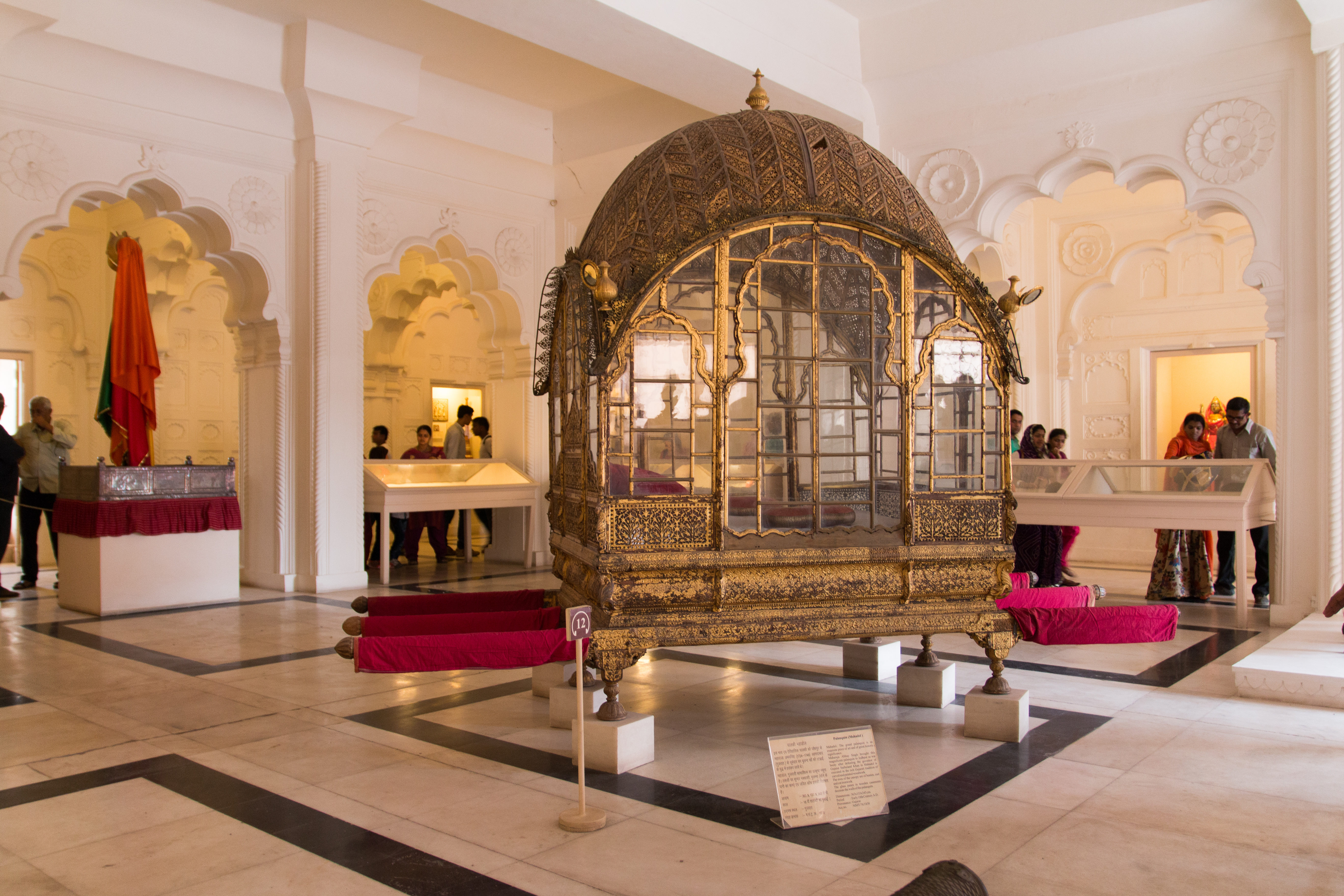
Palanquín real del Fuerte Mehrangarh.

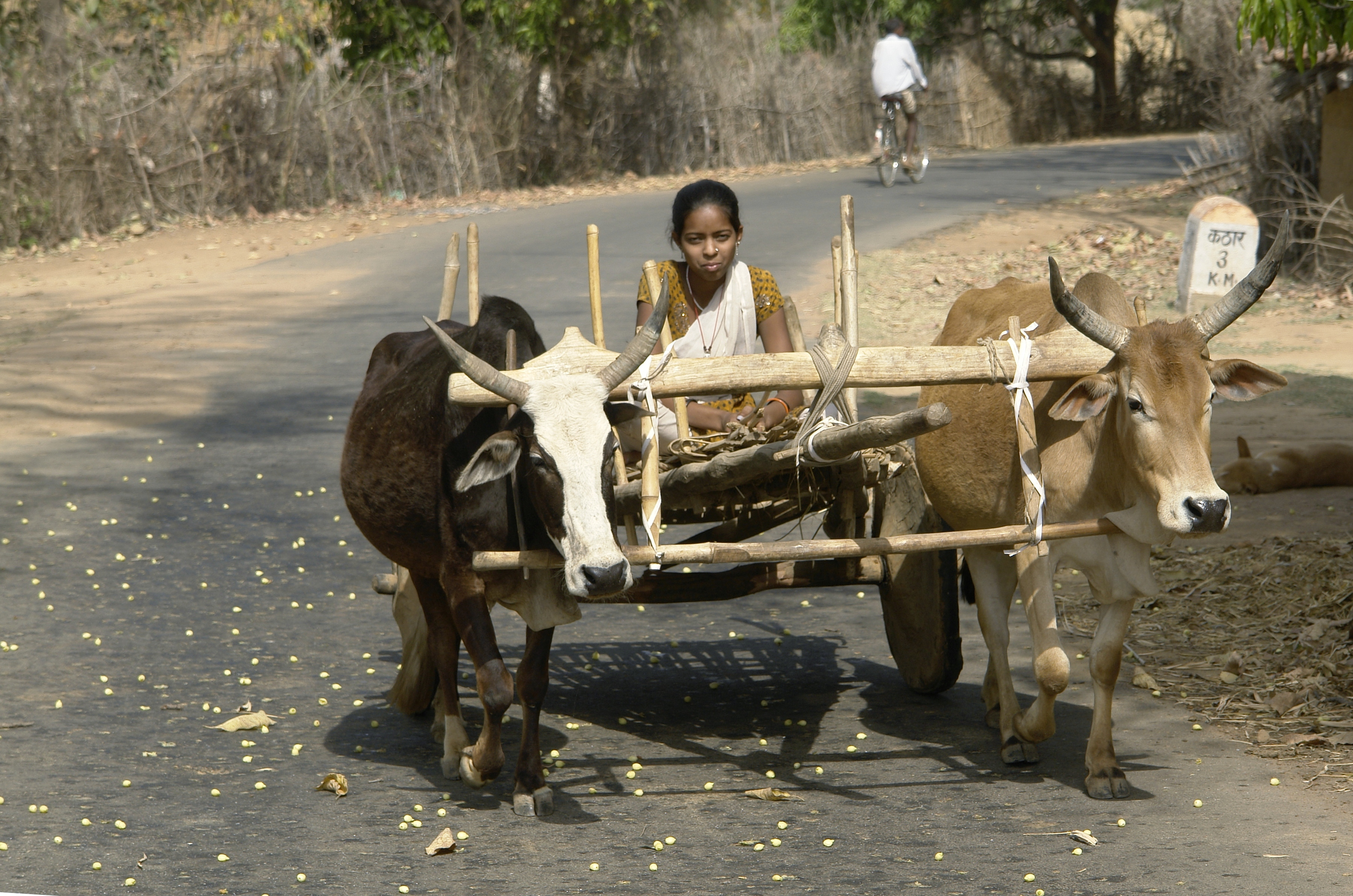
Carro de bueyes.

### Palanquines
Los palanquines, también conocidos como palkis, eran uno de los lujosos métodos que empleaban los ricos y nobles para viajar, así como para transportar ídolos de deidades. En muchos templos, es posible encontrar esculturas que representan a una deidad siendo transportada en un palki. En la actualidad, el uso de los palanquines se limita principalmente a las bodas hindú, las peregrinaciones y el transporte de ídolos de dioses.

### Carretas de bueyes
En el pasado, los carros tirados por bueyes solían ser un medio de transporte común en la India; sin embargo, en la actualidad, su presencia se ha vuelto escasa debido a su limitada velocidad y seguridad.
Hace varios años, el gobierno prohibió los carros de bueyes.

## Bicicletas
Los índices de propiedad de bicicletas o ciclos varían entre el 30% y el 75% a nivel estatal. Sumado a los desplazamientos a pie, la bicicleta representa entre el 50% y el 80% de los viajes al trabajo de los trabajadores del sector informal en las zonas urbanas. No obstante, los acontecimientos recientes indican un rápido incremento en la popularidad del uso de la bicicleta en las ciudades metropolitanas de la India. En años recientes, las autoridades gubernamentales de desarrollo en toda India están promoviendo la instalación y el uso de carriles bici separados junto a las carreteras como medida para combatir la contaminación y aliviar la congestión del tráfico.

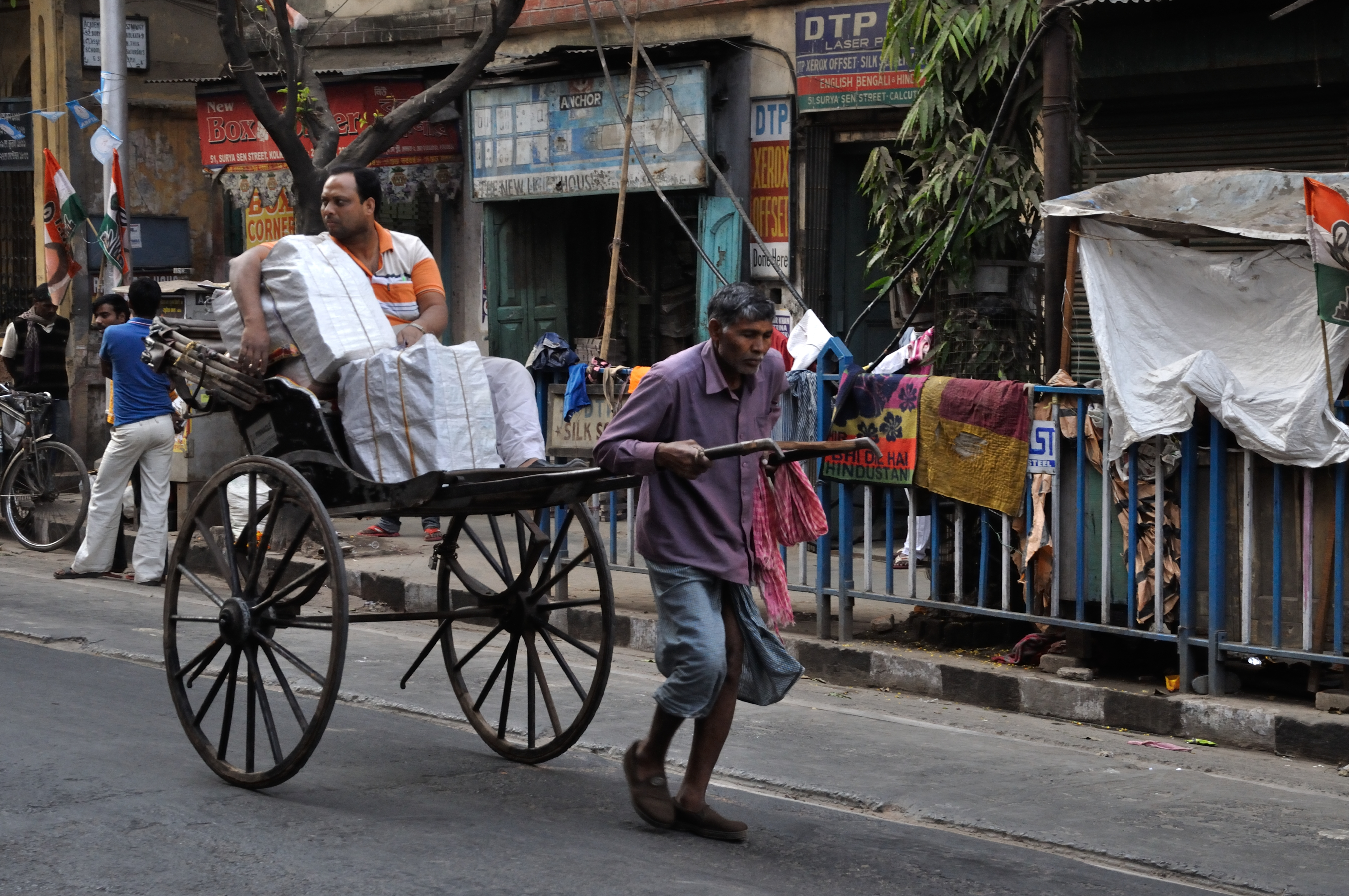
Los rickshaws de tracción humana siguen circulando por Calcuta.

### Rickshawsde tracción humana
Los rickshaws de tracción humana apenas circulan por las ciudades y pueblos del país. Varios gobiernos locales han propuesto su prohibición debido a que los consideran "inhumanos". El gobierno de Bengala Occidental propuso su prohibición en 2005. A pesar de que la Asamblea de Bengala Occidental aprobó en 2006 un proyecto de ley para abordar esta cuestión, denominado Calcutta Hackney Carriage Bill, todavía no ha sido implementado. El gobierno de Bengala Occidental está trabajando en una enmienda a esta ley para subsanar las lagunas que surgieron cuando la Asociación de Propietarios de Rickshaws de Tracción Manual presentó una petición en contra del proyecto.

### Bicitaxi
Los bicitaxis se introdujeron en la India en la década de 1940. Son más grandes que un triciclo, con dos personas sentadas en un asiento elevado en la parte trasera y una persona pedaleando desde la parte delantera. A finales de la década de 2000, fueron prohibidos en varias ciudades debido a la generación de atascos. Recientemente, la Policía de Delhi presentó una declaración jurada en contra de la circulación de bicitaxis para descongestionar el tráfico en la ciudad, pero esta fue desestimada por el Tribunal Supremo de Delhi. Además, los ecologistas han respaldado la continuidad de los bicitaxis como medio de transporte no contaminante.

## Carretera

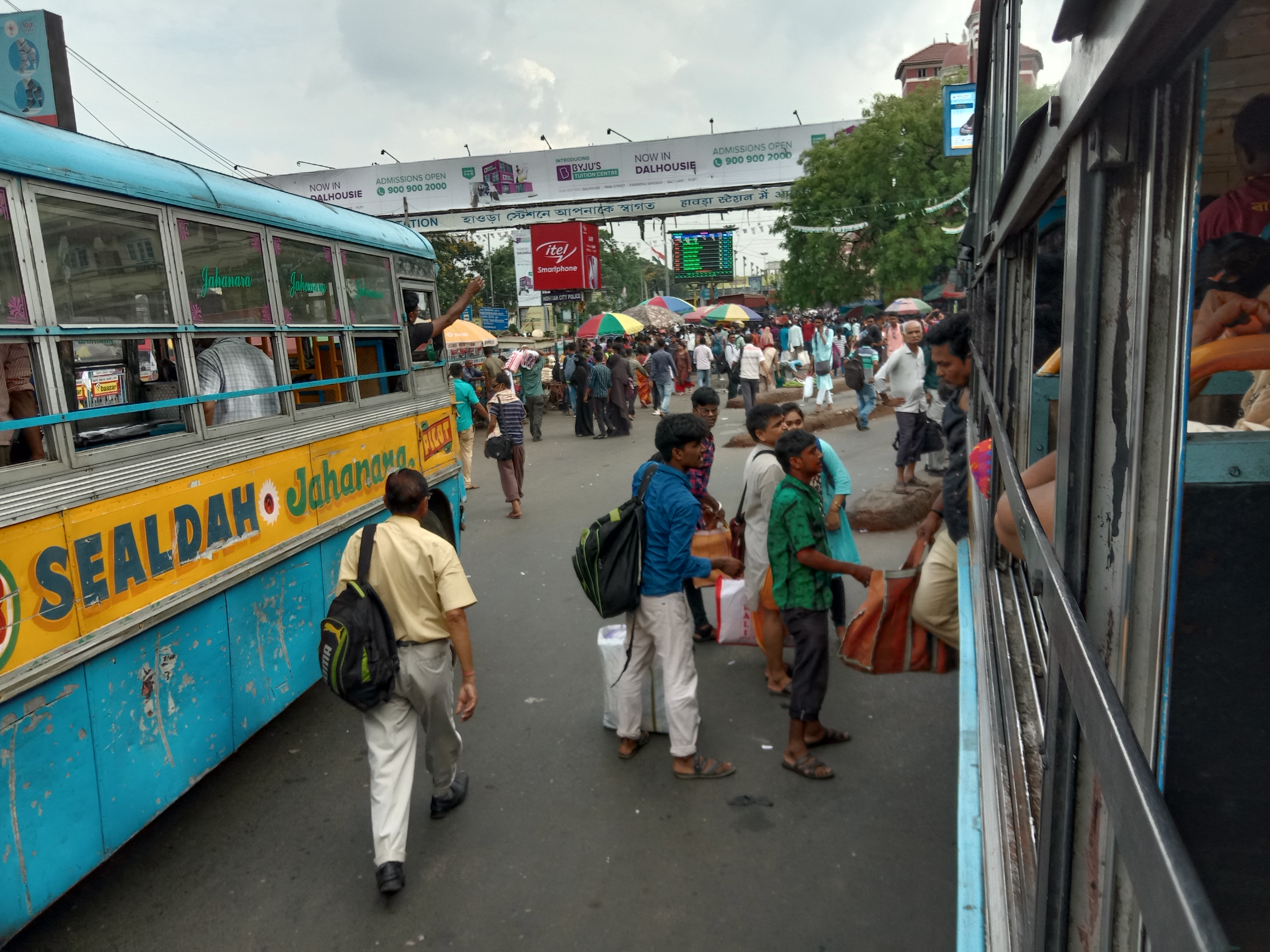
Autobuses públicos cerca de la estación de ferrocarril de Howrah en Calcuta, Bengala Occidental.

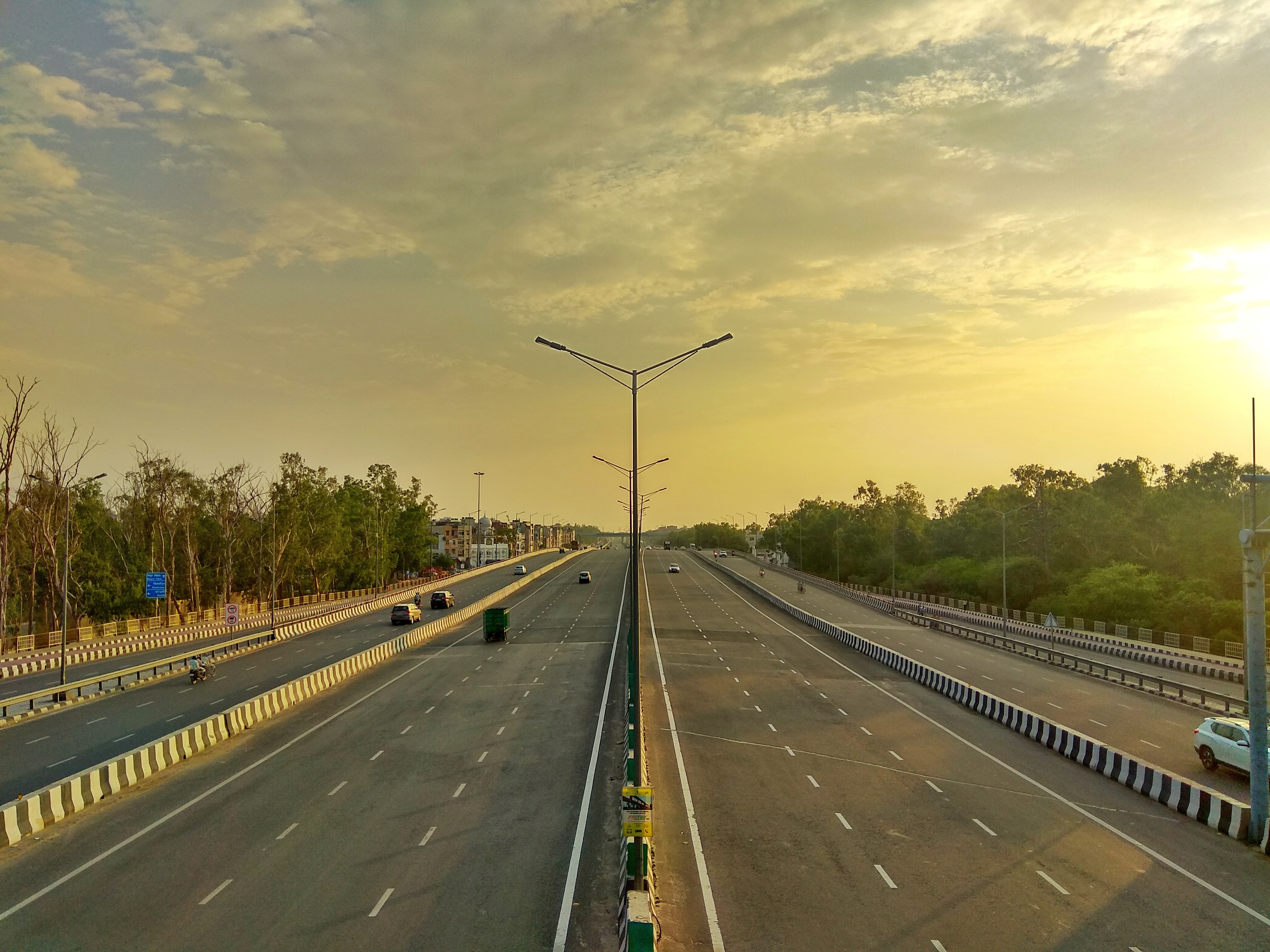
La autopista Delhi-Meerut es la más ancha de la India, con 14 carriles.

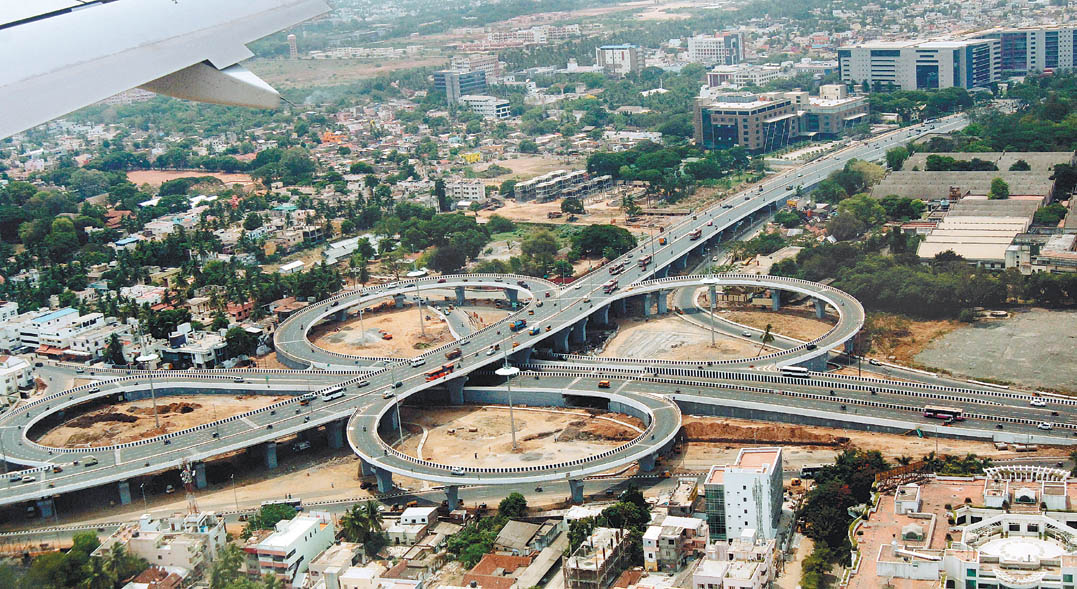
Distribuidor de Kathipara, Chennai.

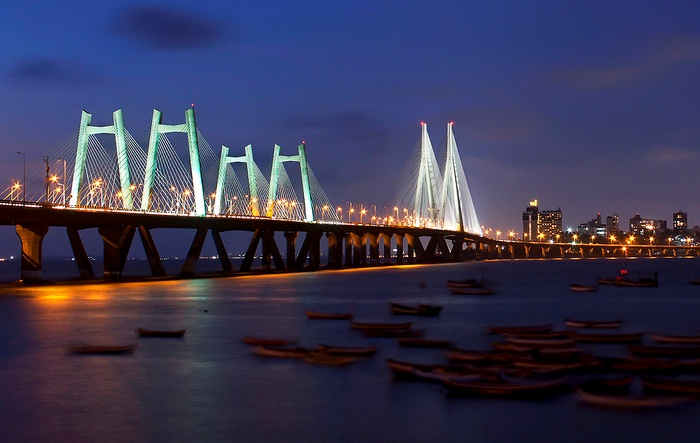
Puente Bandra-Worli en Bombay.

Según estimaciones de 2017, la longitud total de las carreteras en la India es de 5.603.293 km; convirtiendo así a la red vial india en la segunda más grande del mundo, después de la de Estados Unidos. Con una densidad de 0,66 km de carretera por kilómetro cuadrado de tierra, la red vial de la India supera a la de Estados Unidos (0,65) y es considerablemente mayor que la de China (0,16) o Brasil (0,20).
India cuenta con una extensa red de autopistas nacionales que conectan las principales ciudades y capitales estatales, constituyendo la columna vertebral de la economía del país. En 2013, India tenía un total de 66.754 km de autopistas nacionales, de los cuales 1.205 km estaban clasificados como Autopistas. Aunque India dispone de una amplia red de autopistas de cuatro o más carriles de calidad internacional, pero sin control de acceso (entrada y salida regulada), estas no se denominan autopistas, sino simplemente autopistas.
De acuerdo con la Autoridad Nacional de Carreteras de la India, aproximadamente el 66% del tráfico de mercancías y el 82% del tráfico de pasajeros se realizan por carretera. Las autopistas nacionales transportan alrededor del 40% del tráfico total por carretera, a pesar de que solo un 2% de la red de carreteras está cubierto por estas vías. El crecimiento promedio del número de vehículos ha sido de alrededor del 10,16% anual en los últimos años.
India también cuenta con numerosos puentes y pasos elevados en las principales ciudades para reducir la congestión del tráfico. Algunos proyectos notables incluyen el enlace marítimo entre Bandra y Worli en Bombay y el distribuidor de trébol de Kathipara en Chennai. Según un estudio de Ola Cabs en 2017, la velocidad promedio del tráfico intraurbano metropolitano en la India era de 25 km/h en Delhi, 20,7 km/h en Bombay, 18,9 km/h en Chennai y 19,2 km/h en Calcuta.
En el marco del Proyecto de Desarrollo de Autopistas Nacionales (National Highways Development Project, NHDP), se está trabajando para dotar a las autopistas nacionales de al menos cuatro carriles; también está previsto convertir algunos tramos de estas carreteras a seis carriles. En los últimos años se ha iniciado la construcción de un sistema nacional de autopistas de varios carriles, que incluye el Golden Quadrilateral, conectando las cuatro principales ciudades metropolitanas de la India (Delhi-Calcuta-Chennai-Bombay), así como los corredores Norte-Sur y Este-Oeste, que unen las principales ciudades de la India.
En 2000, aproximadamente el 40% de los pueblos en la India carecían de carreteras adecuadas para enfrentar diversas condiciones meteorológicas, lo que resultaba en aislamiento durante la temporada de monzones. Con el objetivo de mejorar la conectividad rural, en 2000 se inició el Pradhan Mantri Gram Sadak Yojana (Programa de Carreteras Rurales del primer ministro), un proyecto financiado por el Gobierno central en colaboración con el Banco Mundial, destinado a construir carreteras aptas para diversas condiciones meteorológicas, que conectarían todas las localidades con una población igual o superior a 500 habitantes (o igual o superior a 250 en las zonas montañosas).
| Tipo de carretera            | Longitud                              |
| ---------------------------- | ------------------------------------- |
| Autopistas                   | 4027,719 km (2502,7 mi) as of 2023    |
| Autopistas nacionales        | 151 019 km (93 839,1 mi)              |
| Autopistas estatales         | 186 528 km (115 903,4 mi)             |
| Carreteras urbanas y rurales | 5 167 665 km (3 211 046,1 mi)         |
| Longitud total               | 6 215 797 km (3 862 326,8 mi) (Aprox) |

### Autobús

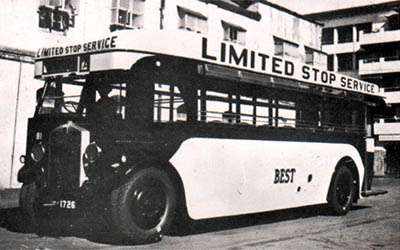
El B.E.S.T. de Bombay es el organismo de transporte más antiguo de la India.

Los autobuses desempeñan un papel fundamental como medio de transporte público en la India. Dada su relevancia social, el transporte urbano en autobús generalmente es propiedad y está administrado por entidades públicas. En su mayoría, los gobiernos estatales gestionan los servicios de autobuses a través de corporaciones estatales de transporte por carretera. Estas corporaciones han demostrado ser sumamente efectivas para conectar pueblos y ciudades en todo el país. Además de las empresas públicas, también existen numerosas flotas privadas de autobuses. En 2012, se contabilizaban 131.800 autobuses de propiedad pública en la India, mientras que 1.544.700 autobuses pertenecían a empresas privadas.
No obstante, el porcentaje de autobuses es pequeño en la mayoría de las ciudades indias en comparación con los vehículos particulares. Los vehículos de dos ruedas y los automóviles constituyen más del 80% del parque automotor en la mayoría de las principales ciudades.

#### Sistemas de autobuses de tránsito rápido

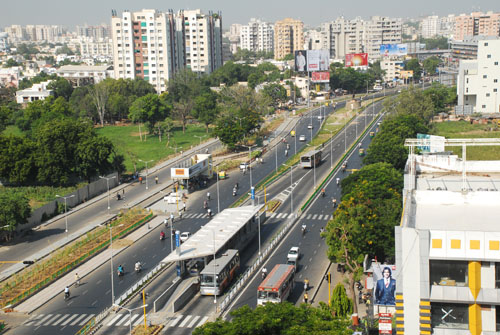
BTR de Ahmedabad.

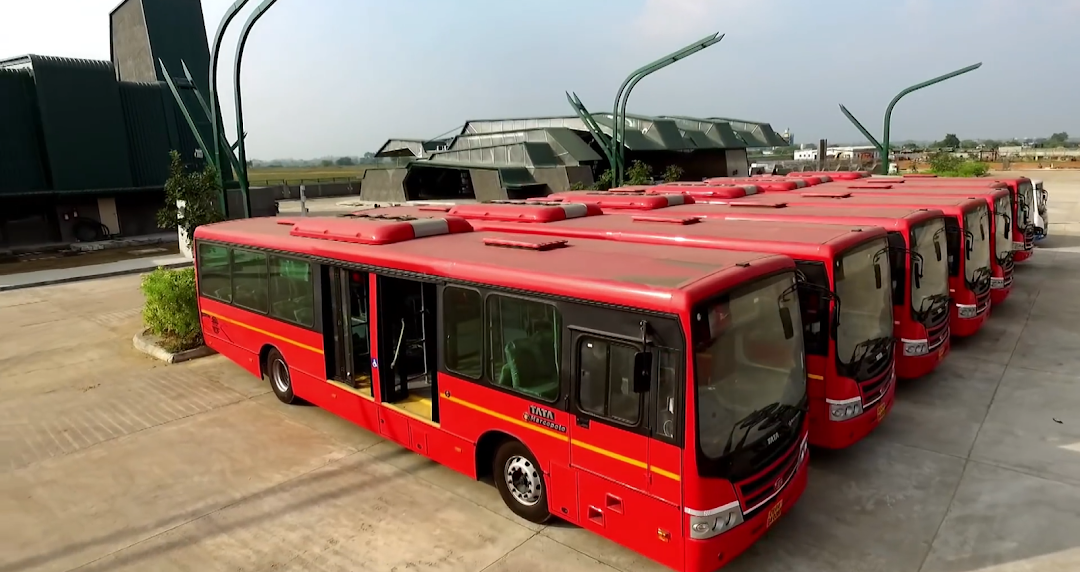
Sistema de autobuses de tránsito rápido de Raipur y Naya Raipur.

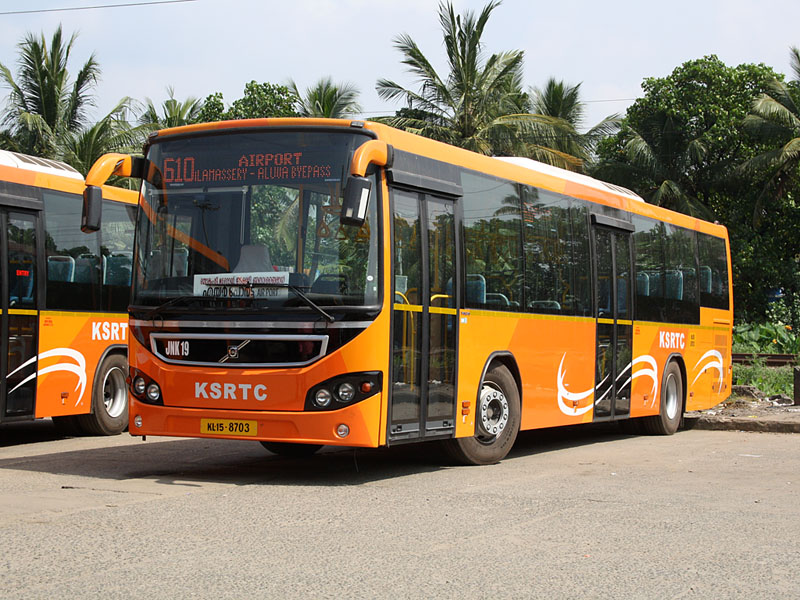
Un autobús Volvo de la KSRTC. Este tipo de autobuses son habituales en todo el país.

Los Autobuses de Tránsito Rápido (BTR) están presentes en varias ciudades. Los autobuses representan más del 90% del transporte público en las ciudades indias y son un medio de transporte crucial. La mayoría de los servicios son gestionados por empresas de transporte estatales. En la década de 1990, todas las empresas de transporte estatales introdujeron diversos servicios, como autobuses de piso bajo para personas con discapacidad y autobuses con aire acondicionado, con el objetivo de atraer a propietarios de vehículos privados y descongestionar las carreteras.
En 2010, el Sistema de Autobús de Tránsito Rápido de Ahmedabad recibió el prestigioso Premio al Transporte Sostenible de la Junta de Investigación del Transporte de Washington. El BTR Rainbow de Pune es el primer sistema BTR del país. Bombay introdujo autobuses con aire acondicionado en 1998. Bangalore fue la primera ciudad de la India en implementar autobuses intraurbanos Volvo B7RLE en enero de 2005. Además, Bangalore ostenta la primera parada de autobús con aire acondicionado en la India, ubicada cerca de Parque Cubbon. Esta parada fue construida por Airtel. La ciudad de Chennai alberga una de las terminales de autobuses más grandes de Asia, conocida como la Chennai Mofussil Bus Terminus.

### Vehículos de motor

#### Vehículos de dos ruedas
Los vehículos motorizados de dos ruedas, como scooters, motocicletas y ciclomotores, son sumamente populares debido a su eficiencia de combustible y su facilidad de uso en carreteras o calles congestionadas. El número de vehículos de dos ruedas vendidos es varias veces superior al de coches. En 2003, había 47,5 millones de vehículos de dos ruedas en la India, en comparación con solo 8,6 millones de coches.
La fabricación de motocicletas en la India comenzó cuando Royal Enfield empezó a ensamblarlas en su planta de Chennai en 1948. Royal Enfield, una marca icónica en el país, fabrica diferentes variantes de la motocicleta británica Bullet, la cual es un modelo clásico que continúa en producción. Hero MotoCorp (anteriormente conocida como Hero Honda), Honda, Bajaj Auto, Yamaha, TVS Motors y Mahindra 2 Wheelers son las principales empresas de vehículos de dos ruedas en términos de cuota de mercado.
La fabricación de scooters en la India comenzó cuando Automobile Products of India (API) se estableció en Bombay y se constituyó en sociedad en 1949. Iniciaron el ensamblaje de scooters Lambretta fabricados por Innocenti y eventualmente adquirieron una licencia para el modelo de la serie Li150, que comenzaron a fabricar en serie a principios de la década de 1960. En 1972, Scooters India Limited (SIL), una empresa estatal con sede en Lucknow, Uttar Pradesh, adquirió todos los derechos de fabricación del último modelo Lambretta de Innocenti. SIL cuenta con instalaciones en Bombay, Aurangabad y Chennai, pero no ha estado operativa desde 2002. SIL dejó de fabricar scooters en 1998.
En muchas ciudades es posible alquilar motos y scooters. Empresas como Wicked Ride y Metro Bikes, entre otras, colaboran con los gobiernos estatales para abordar los desafíos de conectividad de última milla en el transporte público. En la mayoría de las ciudades es obligatorio usar un casco protector tanto para el conductor como para el pasajero.

#### Automóviles
Los automóviles privados representan el 30% de la demanda total de transporte en las zonas urbanas de la India. Tan solo en Delhi, se registran en promedio 963 vehículos privados nuevos al día. El número de automóviles producidos en la India aumentó de 6,3 millones en 2002-2003 a 11 millones (11,2 millones) en 2008-2009. Existe una variación significativa entre ciudades y estados en términos de dependencia del automóvil privado: Bangalore, Chennai, Delhi y Calcuta tienen 185, 127, 157 y 140 autos por cada 1.000 habitantes respectivamente, cifras considerablemente más bajas que las de los países desarrollados, lo que refleja los distintos niveles de densidad urbana y la variada calidad de las infraestructuras de transporte público. En todo el país, India mantiene un índice de propiedad de automóviles muy bajo. En comparación con otros países en desarrollo de los BRICS (Brasil, Rusia, India, China y Sudáfrica), está a la par con China y superada por Brasil y Rusia.

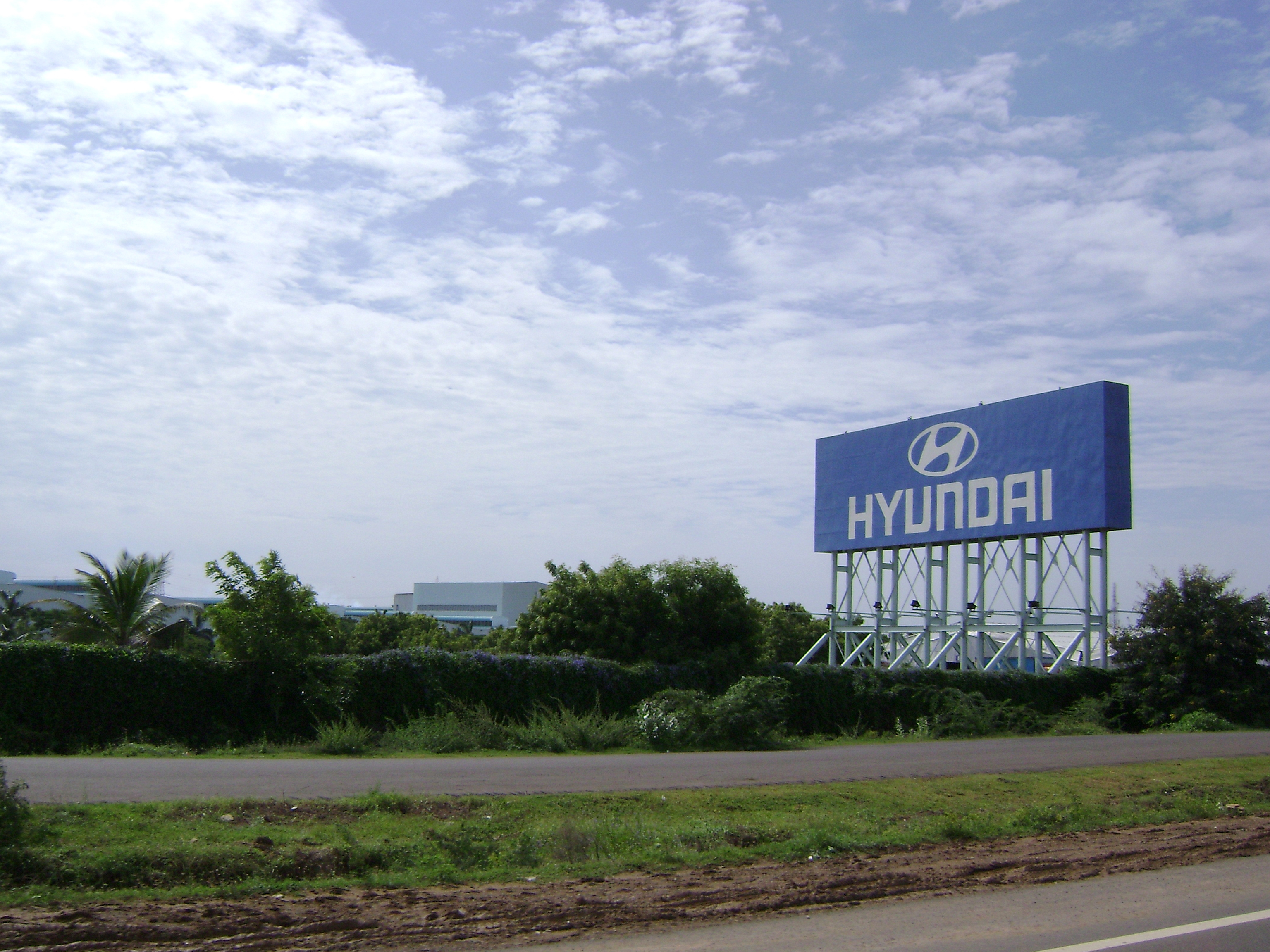
Fábrica de Hyundai en Sriperumbudur, Chennai, Tamil Nadu.

En la mayoría de las ciudades predominan los autos compactos, especialmente los hatchbacks, debido a su asequibilidad, eficiencia en el consumo de combustible, congestiones de tráfico y falta de espacio para estacionar. Chennai es conocida como la "Detroit de la India" debido a su floreciente industria automovilística.
Maruti, Hyundai y Tata Motors son las marcas más populares en orden de cuota de mercado. En un tiempo, el Ambassador mantuvo el monopolio, pero actualmente es un ícono de la India anterior a la liberalización y sigue siendo utilizado por compañías de taxis. El Maruti 800, lanzado en 1984, desencadenó la primera revolución en el sector automotriz indio debido a su bajo precio y alta calidad. Mantuvo la mayor cuota de mercado hasta 2004, cuando fue superado por otros modelos de bajo costo de Maruti como el Alto y el Wagon R, así como el Indica de Tata Motors y el Santro de Hyundai. En los 20 años posteriores a su lanzamiento, se han vendido aproximadamente 2,4 millones de unidades del Maruti 800. No obstante, con la introducción del Tata Nano, el autos de producción más económico del mundo, la popularidad del Maruti 800 disminuyó. India también es reconocida por su diversidad de vehículos autóctonos fabricados en aldeas con motores sencillos y piezas de repuesto de vehículos. Algunas de estas innovaciones incluyen el Jugaad, el Maruta, el Chhakda, el Peter Rehra y el Fame.
En la ciudad de Bangalore, Radio One y la Policía de Tráfico de Bangalore lanzaron una campaña para el uso compartido de automóviles en la que participaron figuras conocidas como Robin Uthappa y Rahul Dravid, con el objetivo de alentar al público a compartir coche. La iniciativa fue bien recibida y a finales de mayo de 2009, se informó que 10.000 personas habían participado en el uso compartido de autos en la ciudad. En las ciudades indias se han implementado esfuerzos para mejorar la eficiencia energética de los sistemas de transporte, como la introducción de normativas de rendimiento para vehículos privados o la prohibición de automóviles antiguos particularmente contaminantes. Por ejemplo, la ciudad de Calcuta aprobó en 2009/10 una ley para retirar gradualmente los vehículos con más de 15 años de antigüedad con el propósito de reducir la contaminación atmosférica. No obstante, los resultados fueron desiguales. Por un lado, los residentes urbanos de bajos ingresos son más propensos a beneficiarse de una mejora en la calidad del aire en términos de salud pública, dado que es más probable que vivan en áreas contaminadas y trabajen al aire libre que los residentes urbanos de mayores recursos. Por otro lado, los conductores de estos vehículos enfrentaron la pérdida de sus medios de subsistencia como resultado de estas regulaciones ambientales.

#### Vehículos utilitarios
El primer vehículo utilitario fabricado en la India fue producido por Mahindra. Era una reproducción bajo licencia del Jeep original. Este vehículo tuvo un éxito inmediato y contribuyó a que Mahindra se convirtiera en una de las principales empresas del país. Tanto el ejército como la policía indios emplean ampliamente vehículos Mahindra, junto con los Maruti Gypsys, para el transporte de personal y equipos. En 1994, Tata Motors, la división automotriz del Grupo Tata, presentó su primer utilitario, el Tata Sumo. Gracias a su diseño innovador en ese momento, el Sumo logró obtener una participación de mercado del 31% en solo dos años. Hasta hace poco, el Tempo Trax de Force Motors dominaba las áreas rurales. En la actualidad, los vehículos utilitarios deportivos representan una parte significativa del mercado de automóviles de pasajeros. Hay modelos de diversas marcas como Tata, Honda, Hyundai, Ford y otras.

### Taxis

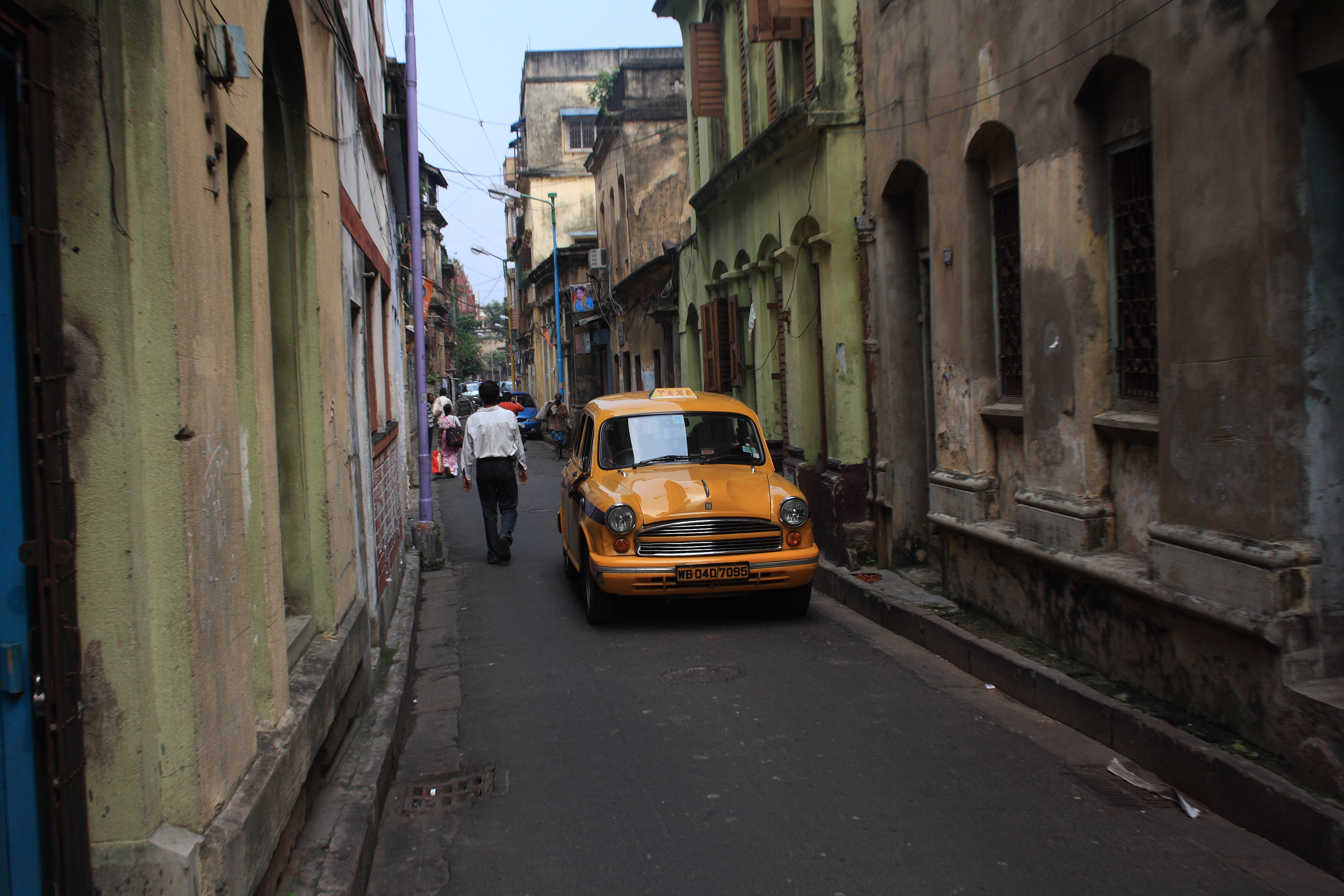
Taxi en Calcuta.

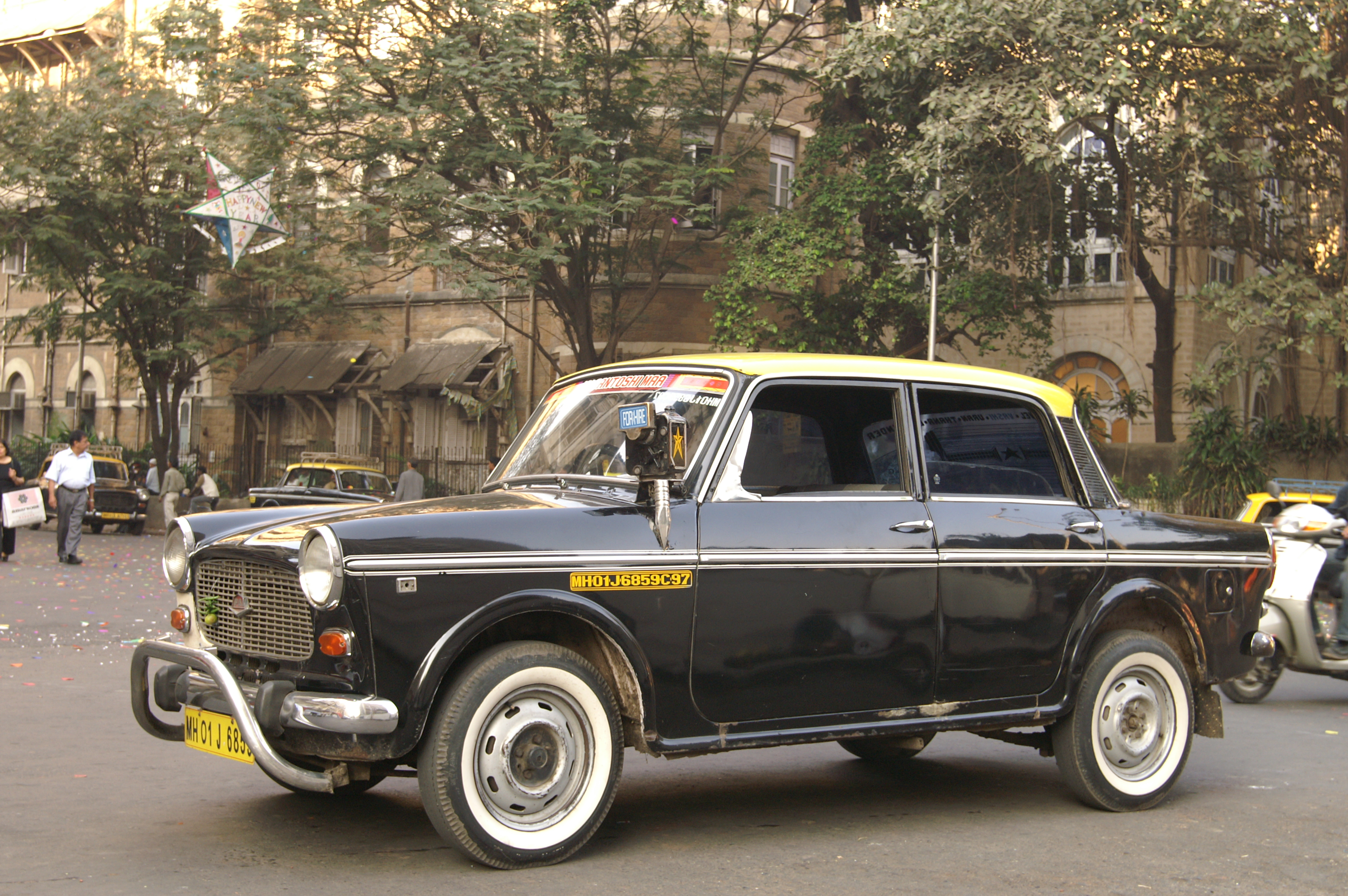
Taxi en Bombay.

La mayoría de los taxis en Bombay y Calcuta son Premier Padmini o Hindustan Ambassador, mientras que en otras ciudades se pueden encontrar autos modernos. No obstante, los servicios de taxi basados en aplicaciones desarrolladas tanto en el extranjero, como Uber, como en la India, como Ola, han ganado prominencia y ahora los taxis incluyen berlinas, todoterrenos e incluso taxis motocicleta. Dependiendo de la ciudad o el estado, los taxis pueden alquilarse en paradas designadas. En ciudades como Bengaluru, Chennai, Hyderabad y Ahmedabad, los taxis deben contratarse por teléfono, mientras que en lugares como Calcuta y Bombay también se pueden abordar en la calle. Según las regulaciones del Gobierno de la India, todos los taxis deben tener instalado un taxímetro. Se aplican cargos adicionales por equipaje, viajes nocturnos e impuestos de peaje que deben ser cubiertos por el pasajero. Desde 2006, los radiotaxis han ido ganando popularidad entre el público debido a consideraciones de seguridad y comodidad.
En ciudades y localidades donde los taxis resultan costosos o no aplican tarifas reguladas por el gobierno o los ayuntamientos, las personas optan por utilizar taxis compartidos. Estos son taxis normales que transportan a uno o más pasajeros con destinos ubicados en una misma ruta o cerca del destino final. Los pasajeros son cobrados en función del número de personas y los diferentes destinos. Próximamente, la ciudad de Bombay se convertirá en la primera de la India en tener una revista para taxis llamada "MumBaee", que se distribuirá entre los taxis afiliados al Sindicato de Taxistas de Mumbai. La revista se lanzó el 13 de julio de 2009. En Calcuta, abundan los taxis de color blanco y azul que no rechazan a los pasajeros(80).

### Autorickshaw

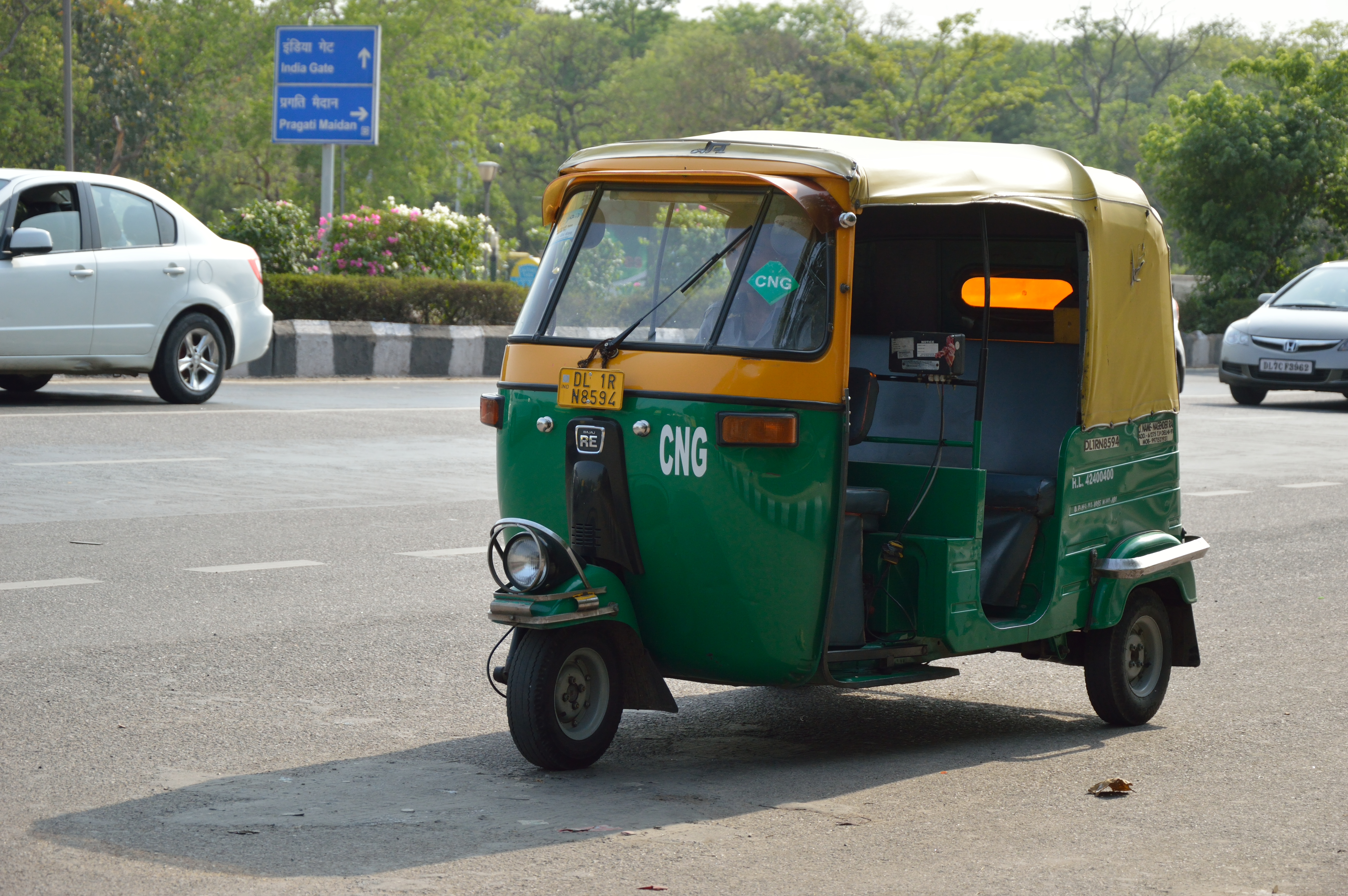
Un auto rickshaw con GLP (Gas Licuado del Petróleo) en Delhi (India).

Un auto rickshaw es un vehículo de alquiler de tres ruedas que carece de puertas y se caracteriza por tener una pequeña cabina en la parte delantera para el conductor y un asiento en la parte trasera para los pasajeros. Por lo general, está pintado de amarillo, verde o negro y cuenta con una capota negra, amarilla o verde en la parte superior, aunque los diseños varían significativamente de un lugar a otro. El color del auto rickshaw también está relacionado con el tipo de combustible que utiliza; por ejemplo, en lugares como Agartala, Ahmedabad, Bombay, Pune y Delhi, los autos son verdes o negros, lo que indica el uso de gas natural comprimido (GNC), mientras que en Calcuta, Bengaluru e Hyderabad, los autos son verdes para señalar el uso de GLP (Gas Licuado del Petróleo).
En Bombay y otras ciudades metropolitanas, los "autos" o "rickshaws", como se les conoce popularmente, cuentan con tarifas reguladas mediante taxímetro. Una reciente ley prohíbe a los conductores de auto rickshaw cobrar más de la tarifa establecida, imponiendo restricciones incluso en la tarifa nocturna antes de medianoche. Asimismo, se les prohíbe negarse a llevar a los pasajeros a un destino determinado. En el caso de Bombay y Calcuta, estas dos ciudades son las únicas que restringen a los auto rickshaws de acceder a zonas específicas de la ciudad, como el sur de Bombay y ciertas partes del centro de Calcuta. No obstante, en lugares como Chennai, es común observar a los conductores de auto rickshaws exigiendo tarifas superiores a las establecidas y negándose a utilizar el taxímetro.
Los aeropuertos y las estaciones de ferrocarril de muchas ciudades, como Howrah, Chennai y Bengaluru, ofrecen servicios de cabinas de prepago para automóviles. Este servicio requiere un pago fijo, con una tarifa base de 30 rupias y un cargo adicional de 14,20 rupias por kilómetro después de 1,5 kilómetros de viaje, establecido por las autoridades a partir de mayo de 2022. La tarifa que debe pagar el pasajero se calcula en función de esta estructura de precios.
El rickshaw eléctrico es un nuevo medio de transporte cada vez más popular en la India. Su número está creciendo rápidamente debido a su bajo costo inicial y operativo, además de otros beneficios económicos y medioambientales. Estos vehículos se están volviendo populares en el país. Los E-Rickshaws están construidos con carrocería de fibra de vidrio o metal y son propulsados por un motor eléctrico BLDC con una potencia máxima de 2000W y una velocidad de hasta 25 km/h.

## Ferrocarril

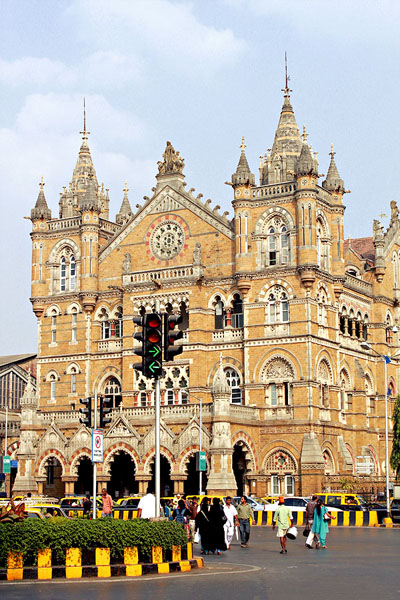
Entrada de la estación de ferrocarril Chhatrapati Shivaji Maharaj.

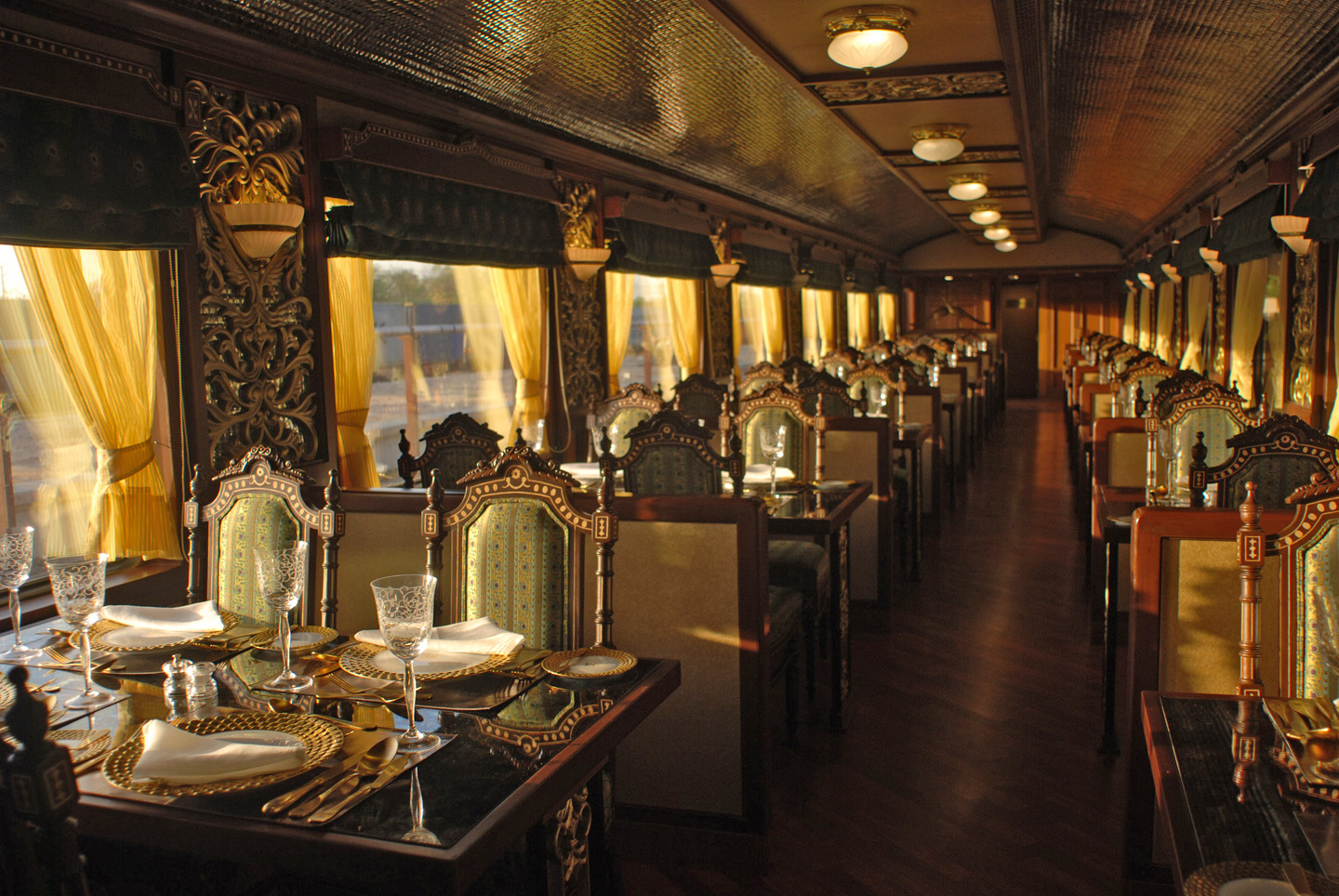
El comedor del lujoso Expreso Maharajas'.

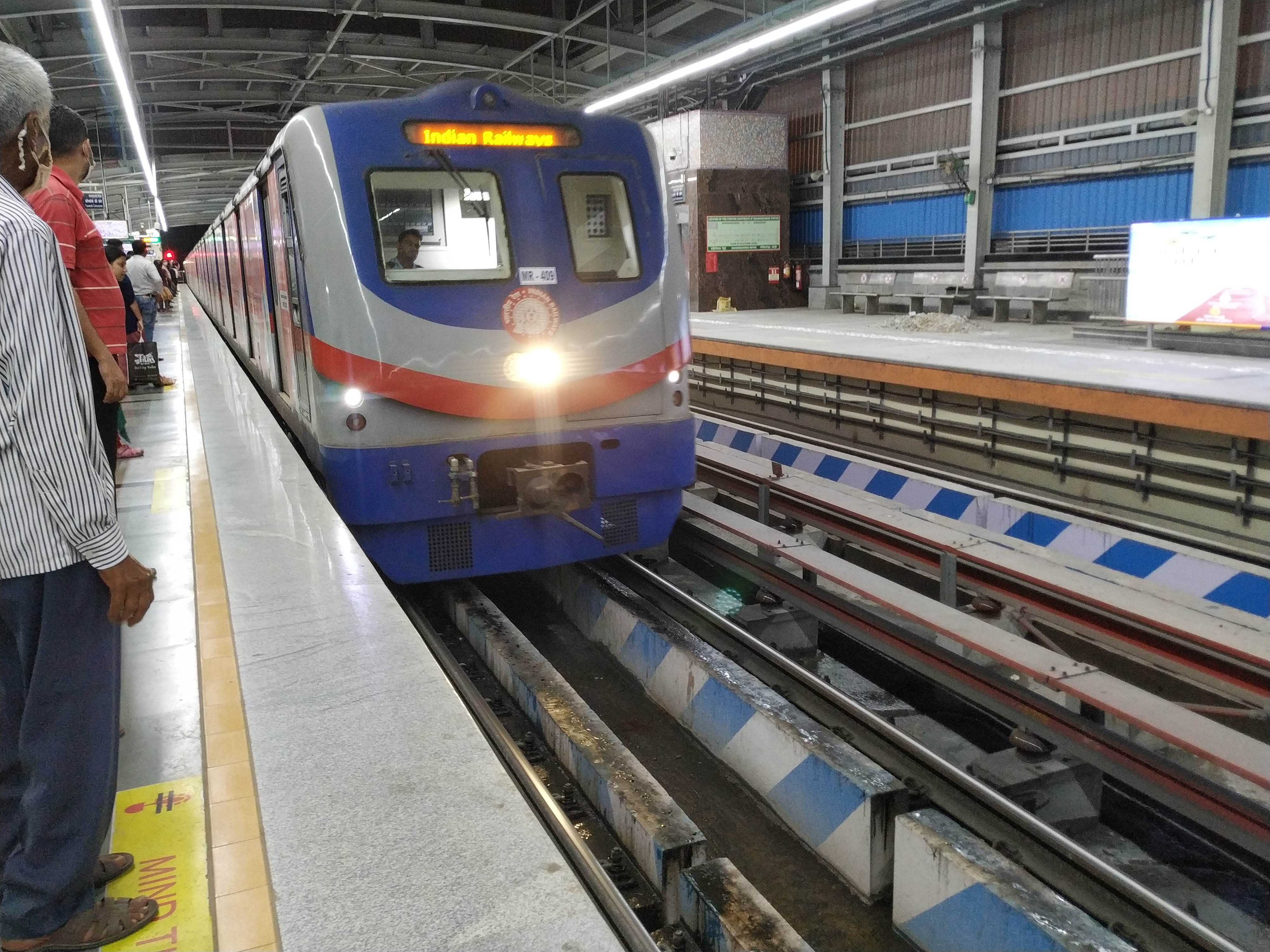
El metro de Calcuta es el único de la India controlado por Indian Railways.

El servicio ferroviario de la India es proporcionado por la compañía estatal Indian Railways (IR), bajo la supervisión del Ministerio de Ferrocarriles. IR se divide en dieciocho zonas, incluido el metro de Calcuta. A su vez, IR se subdivide en sesenta y siete divisiones, cada una con su sede divisional.
La extensa red ferroviaria atraviesa todo el país, abarcando más de 7.321 estaciones en una longitud total de ruta que supera los 67.415 km (41.890 mi), con una longitud de vía que alcanza los 123.542 km (76.765 mi) en marzo de 2021. Aproximadamente, el 71% o alrededor de 45.000 km (28.000 mi) de la ruta-kilómetro estaba electrificada en marzo de 2019. El transporte ferroviario desempeña un papel vital en la India, movilizando a diario a 23,1 millones de pasajeros y 3,3 millones de toneladas de carga en marzo de 2019. IR ostenta el octavo puesto entre los mayores empleadores del mundo, con 1,227 millones de empleados en marzo de 2019. En términos de parque de vehículos, IR dispone de más de 289.185 vagones (de mercancías), 74.003 autos y 12.147 locomotoras en marzo de 2019. Asimismo, cuenta con instalaciones de producción de locomotoras y vagones y opera sistemas ferroviarios de larga distancia y cercanías.
La IR proporciona una serie de servicios especiales a los que se les otorga prioridad. Actualmente, el tren más rápido es el Expreso Vande Bharat, que alcanza velocidades operativas de hasta 180 km/h, aunque el servicio más rápido es el Expreso Gatimaan, con una velocidad operativa de 160 km/h y una velocidad media de 100 km/h, ya que el Expreso Vande Bharat está limitado a 120 km/h por razones de seguridad. Los trenes Rajdhani, introducidos en 1969, conectan la capital nacional, Delhi, con las capitales de los estados. Por otro lado, el Expreso Shatabdi conecta centros turísticos, de peregrinación o de negocios. Los trenes Expreso Shatabdi cubren distancias cortas y medias y no disponen de literas, mientras que los Expreso Rajdhani recorren distancias más largas y solo cuentan con literas. Ambas series de trenes tienen una velocidad máxima permitida de 110 a 140 km/h, pero una velocidad media inferior a 100 km/h. Además, IR opera varios trenes de lujo que abarcan diversos circuitos turísticos. Por ejemplo, el Palace on Wheels cubre el circuito de Rajastán y el Golden Chariot sirve en los circuitos de Karnataka y Goa. En el ámbito de la IR, hay dos sitios declarados Patrimonio de la Humanidad por la UNESCO: el Chhatrapati Shivaji Maharaj Terminus y los Ferrocarriles de Montaña de la India. Estos últimos consisten en tres líneas ferroviarias independientes situadas en diferentes partes de la India: el ferrocarril Himalaya de Darjeeling, un ferrocarril de vía estrecha de 610 mm (2 pies) en el Himalaya Menor, en Bengala Occidental; el ferrocarril montaña de Nilgiri, un ferrocarril de cremallera de 1.000 mm (3 pies 3+3⁄8 pulgadas) de ancho en las Montañas de Nilgiri, en Tamil Nadu; y el ferrocarril Kalka-Shimla, un ferrocarril de vía estrecha de 762 mm (2 pies 6 pulgadas) en las Montañas de Siwalik, en Himachal Pradesh.
En el ámbito del transporte de mercancías, IR se encarga de transportar una variedad de productos y combustibles en los sectores industrial, de consumo y agrícola a lo largo y ancho de la India. A lo largo de su historia, IR ha financiado el sector de pasajeros con los ingresos obtenidos del negocio de carga. Como resultado, los servicios de transporte de mercancías no han podido competir en términos de costos ni de rapidez de entrega con otros modos de transporte, lo que ha llevado a una continua disminución en la cuota de mercado. Para contrarrestar esta tendencia a la baja, IR ha implementado nuevas iniciativas en el campo de la carga, como la mejora de las instalaciones de carga existentes, la atracción de inversión privada para construir terminales logísticas multimodales de mercancías múltiples, la modificación del tamaño de los contenedores, la operación de trenes de carga con horarios predefinidos y ajustes en la combinación de precios y productos.
En 1999, la Konkan Railway Corporation introdujo el servicio Roll on Roll off (RORO), un sistema único de sinergia entre carretera y ferrocarril, en el tramo entre Kolad, en Maharashtra y Verna, en Goa, el cual se amplió hasta Surathkal, en Karnataka, en 2004. Este servicio RORO, pionero en la India, permitía el transporte de camiones en remolques de plataforma, lo que resultó en una gran popularidad. Durante ese período, se transportaron alrededor de 110.000 camiones y generó ingresos por aproximadamente ₹ 740 millones hasta 2007.
Quizás uno de los cambios más significativos para IR en el segmento de mercancías sean los nuevos corredores dedicados al transporte de carga, cuya finalización está prevista para 2020. Una vez completamente operativos, estos nuevos corredores, con una longitud de alrededor de 3.300 km, podrán albergar trenes de hasta 1,5 km de longitud y una carga por eje de 32,5 toneladas, circulando a velocidades de hasta 100 kilómetros por hora (62 mph). Además, estos corredores liberarán capacidad en las rutas congestionadas de pasajeros y permitirán a IR operar más trenes a mayores velocidades. También se están planificando otros corredores para ampliar la infraestructura de transporte de mercancías en todo el país.

### Transporte ferroviario de cercanías
En numerosas áreas metropolitanas de la India, el ferrocarril se destaca como el medio de transporte público más eficaz y accesible para los desplazamientos diarios. Algunos ejemplos notables incluyen los servicios ferroviarios locales o suburbanos de larga trayectoria en ciudades como Bombay, Calcuta y Chennai, así como el centenario servicio de tranvía en Calcuta. También se suman a esta lista los más recientes servicios de metro en Calcuta, Delhi y Chennai, junto con el sistema de alimentadores de monorriel en Bombay.

#### Ferrocarril suburbano

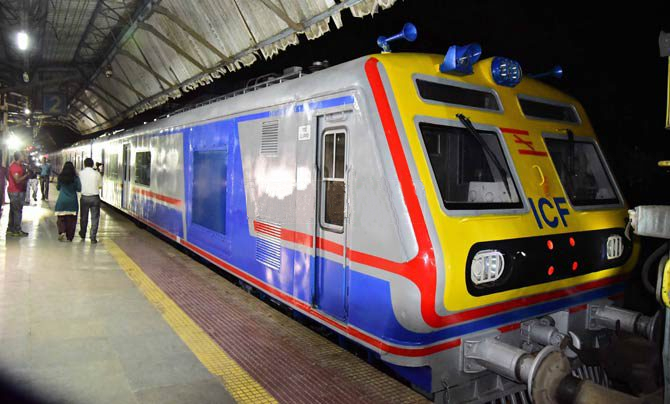
Cercanías de Bombay.

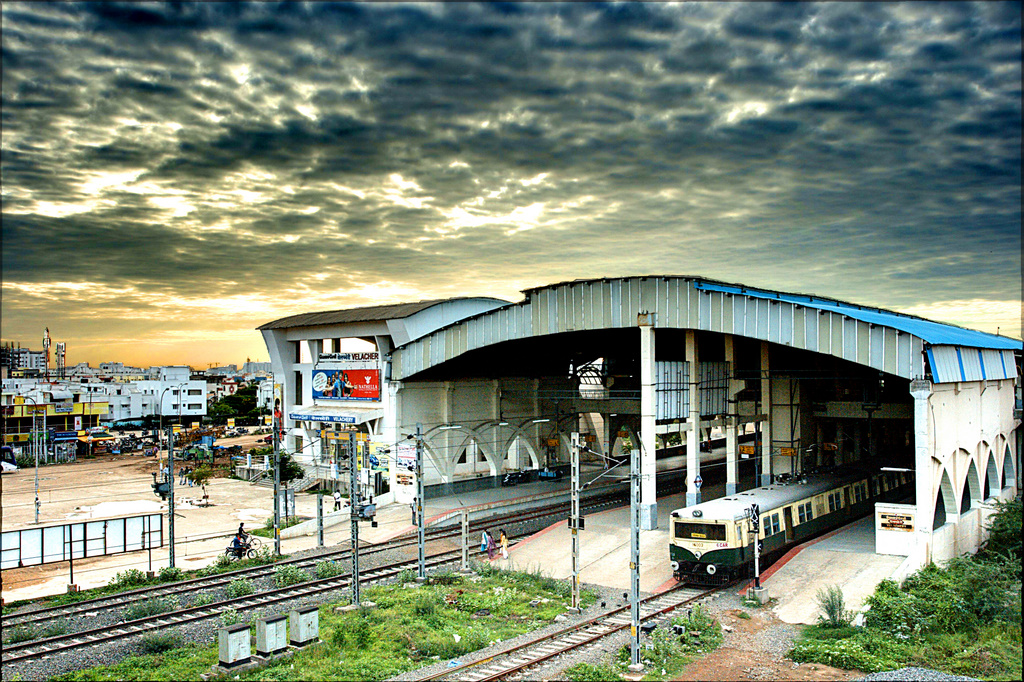
El Sistema de Tránsito Rápido Masivo (MRTS, Chennai Mass Rapid Transit System) de Chennai y el suburbano de Chennai, el primer ferrocarril elevado de la India.

El Ferrocarril Suburbano de Bombay marcó el inicio del sistema ferroviario de la India en 1853, ofreciendo sus servicios en la ciudad de Bombay. Este sistema transporta diariamente a 6,3 millones de pasajeros, ostentando la mayor densidad de pasajeros en el mundo. Posteriormente, en 1854, se estableció el Ferrocarril Suburbano de Calcuta y en 1931, se implementó el Ferrocarril Suburbano de Chennai. Actualmente, los sistemas ferroviarios de cercanías en la India abarcan el Ferrocarril Suburbano de Bombay, el Ferrocarril Suburbano de Calcuta, el Ferrocarril Suburbano de Chennai, el Ferrocarril Suburbano de Lucknow-Kanpur, el Ferrocarril Suburbano de Delhi, el Ferrocarril Suburbano de Pune, el Sistema de Transporte Multimodal de Hyderabad, el Ferrocarril Suburbano de Barabanki-Lucknow y la división ferroviaria de Karwar. Entre los proyectos futuros, se destacan el Ferrocarril Suburbano de Bengaluru, el Ferrocarril Suburbano de Ahmedabad y el Ferrocarril Suburbano de Coimbatore.

#### Sistema de tránsito rápido masivo
El Sistema de Tránsito Rápido Masivo (MRTS, Chennai Mass Rapid Transit System) de Chennai, que comenzó a operar en 1995, continúa siendo el único sistema de ferrocarril de tránsito rápido masivo en el país. Aunque se diferencia del ferrocarril suburbano de Chennai, el MRTS sigue formando parte de una red ferroviaria urbana más extensa.

#### Metro

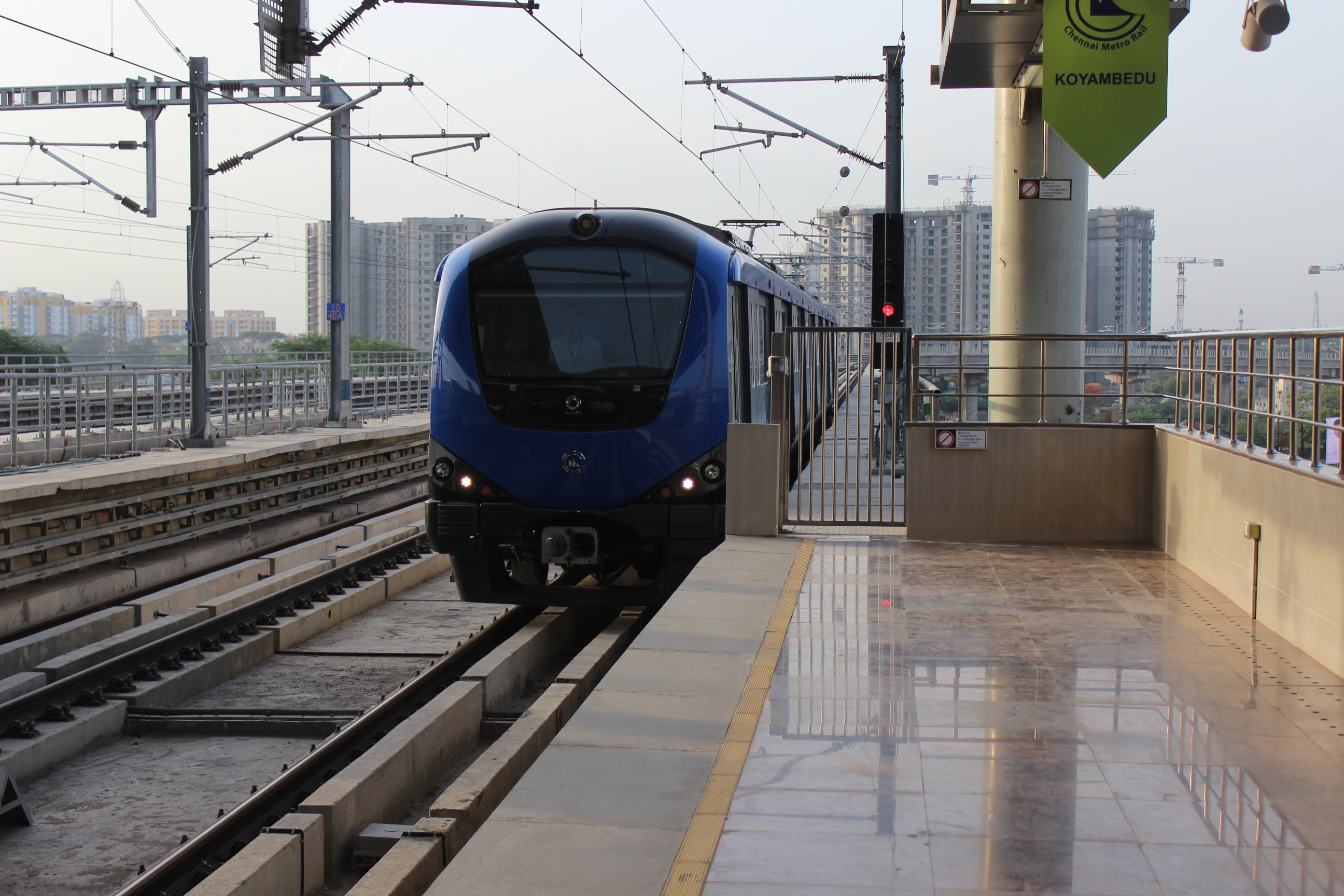
Metro de Chennai.

El primer sistema de transporte rápido moderno en la India es el metro de Calcuta, que comenzó a operar en 1984 como la 17.ª zona de los Ferrocarriles Indios. El metro de Delhi, ubicado en Nueva Delhi, es el segundo sistema de metro convencional en la India y entró en funcionamiento en 2002. El Metro de Namma de Bengaluru es el tercer sistema de metro rápido en operación en la India y comenzó a funcionar en 2011.
Los sistemas en funcionamiento son los siguientes: metro de Calcuta, metro de Delhi, metro de Bengaluru, metro de Gurgaon, metro de Bombay, metro de Jaipur, metro de Chennai, metro de Cochín, metro de Lucknow, metro de Nagpur, metro de Noida, metro de Hyderabad, metro de Kanpur, metro de Ahmedabad y metro de Pune.
Los sistemas en fase de implementación son los siguientes: Metro de Ghaziabad, Metro de Navi Bombay, Expreso Metro-Link para Gandhinagar y Ahmedabad, Metro de Varanasi, Metro de Bareilly, Metro de Vijayawada, Metro de Patna, Metro de Meerut, Metro de Guwahati, Metro de Chandigarh, metro de Bhopal, metro ligero de Kozhikode, metro de Indore, metro ligero de Thiruvananthapuram, metro de Agra, metro de Coimbatore, metro de Visakhapatnam, metro de Surat, metro de Jammu, metro de Srinagar, metro de Greater Gwalior, metro de Jabalpur y metro de Greater Nashik. Actualmente, se están construyendo o planificando líneas de transporte rápido en varias ciudades importantes de la India, las cuales serán inauguradas próximamente.

#### Monorriel

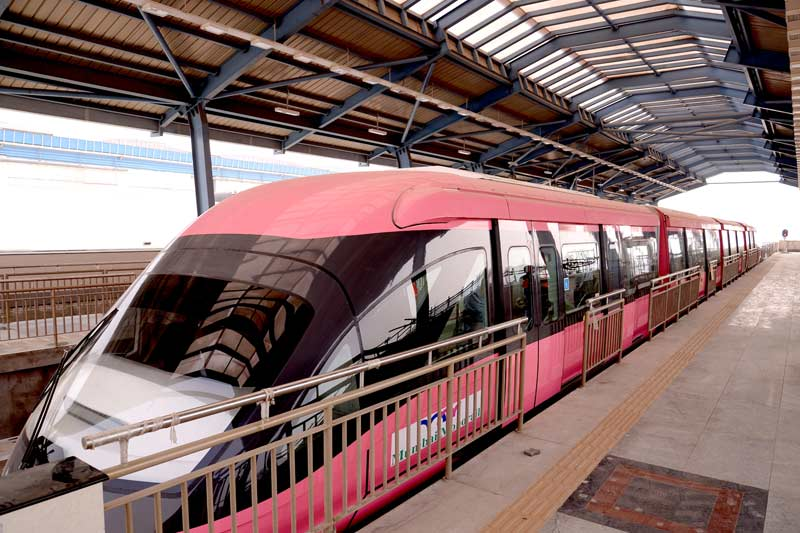
Un monorriel en Bombay.

El monorriel se suele considerar un sistema de transporte complementario para los trenes de metro en la India. En 2004, se propuso por primera vez la implementación de un monorriel en Calcuta. Sin embargo, esta idea quedó en suspenso más adelante debido a la falta de fondos y a su inviabilidad financiera. El monorriel de Bombay, inaugurado en 2014, representa la primera red de monorraíles en funcionamiento en la India, excluyendo el metro Skybus, desde el cierre del Monorriel del Estado de Patiala en 1927.
Otros sistemas que se encuentran en planes son el monorriel de Chennai, el monorriel de Calcuta, el monorriel de Allahabad, el monorriel de Bengaluru, el monorriel de Delhi, el monorriel de Indore, el monorriel de Kanpur, el monorriel de Navi Mumbai, el monorriel de Patna, el monorriel de Pune, el monorriel de Ahmedabad, el monorriel de Aizawl, el monorriel de Bhubaneswar, el monorriel de Jodhpur, el monorriel de Kota, el monorriel de Nagpur y el monorriel de Nashik.

#### Tranvía

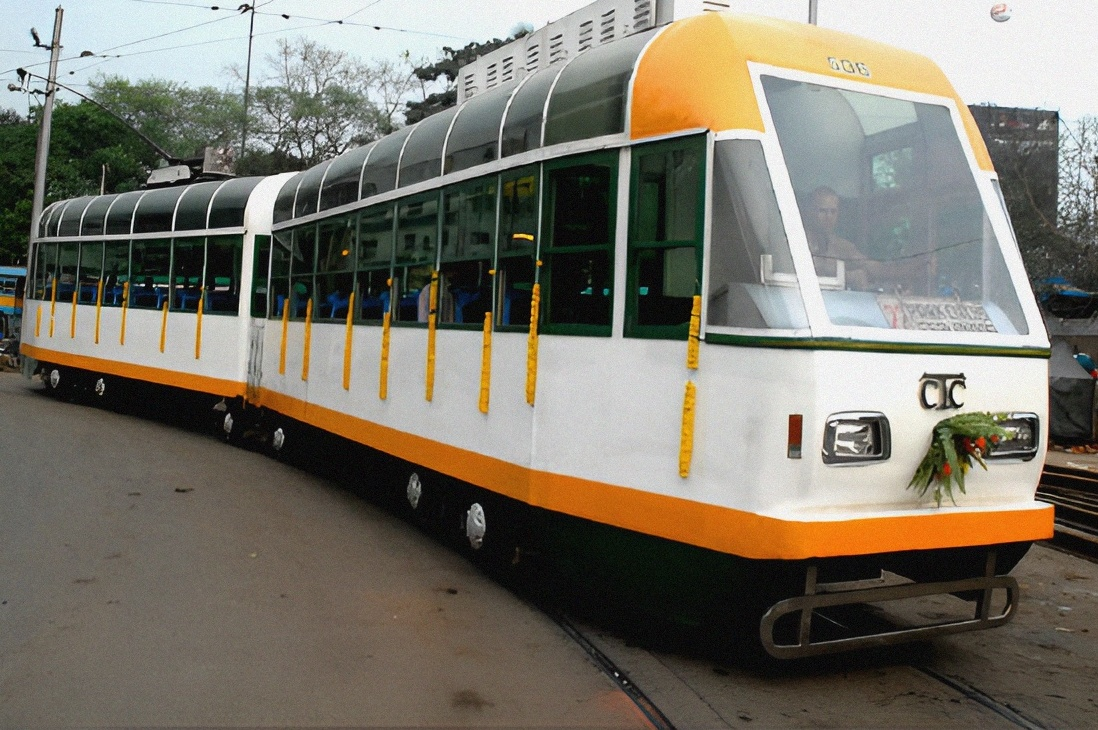
Nuevo tranvía de fibra de vidrio.

Además de los trenes, a finales del siglo XIX se introdujeron tranvías en muchas ciudades, aunque la mayoría de ellos se eliminaron progresivamente. Actualmente, el sistema de tranvías de Calcuta es el único en funcionamiento en el país.

### Enlaces internacionales
Los enlaces ferroviarios entre la India y los países vecinos no están bien desarrollados. Bangladesh está conectado por un tren quincenal, el Expreso Maitree, que va de Calcuta a Daca y otro semanal, el Expreso Bandhan , que va de Calcuta a Khulna. Existen dos enlaces ferroviarios con Nepal: servicios de pasajeros entre Jaynagar y Bijalpura y servicios de mercancías entre Raxaul y Birganj.
No existe un enlace ferroviario con Myanmar, pero se va a construir una línea desde Jiribam (en Manipur) hasta Tamu, pasando por Imfal y Moreh. Según el estudio de viabilidad realizado por el Ministerio de Asuntos Exteriores a través del Servicio técnico y económico de Rail India (RITES Ltd, Rail India Technical and Economic Service) se calcula que la construcción de este enlace costará ₹ 29.410 millones (US$ 370 millones). También se está construyendo un enlace ferroviario de 18 km con Bután desde Hashimara, en Bengala Occidental, hasta Toribari, en Bután. No existen enlaces ferroviarios con China ni con Sri Lanka.

### Ferrocarril de alta velocidad
La India no cuenta con ninguna línea ferroviaria clasificada como de alta velocidad (HSR,High Speed Rail), con velocidades operativas superiores a 200 km/h.
Antes de las elecciones generales de 2014, los principales partidos nacionales (Congreso Nacional Indio y Partido Bharatiya Janata) se comprometieron a introducir el tren de alta velocidad. El INC se comprometió a conectar "todas las principales ciudades de la India por ferrocarril de alta velocidad". Posteriormente, el BJP, que ganó las elecciones, prometió la construcción del proyecto Cuadrilátero de Diamante, que conectaría las ciudades de Chennai, Delhi, Calcuta y Bombay mediante ferrocarril de alta velocidad. Este proyecto fue priorizado por el nuevo gobierno en el discurso del primer ministro entrante. La construcción de un kilómetro de vía férrea de alta velocidad costará entre ₹ 1000 millones (US$ 13 millones) y ₹ 1400 millones (US$ 18 millones), es decir, entre 10 y 14 veces más que la construcción de una vía férrea estándar. El gobierno indio aprobó la elección de Japón para construir la primera línea férrea de alta velocidad en la India. El ferrocarril previsto recorrería unos 500 km (310 mi) entre Bombay y la ciudad occidental de Ahmedabad, a una velocidad máxima de 320 km/h (200 mph). Según la propuesta, se prevé que la construcción comience en 2017 y finalice en 2023. El costo estimado es de alrededor de ₹ 980.000 millones (US$ 12.000 millones) y se financiaría con un préstamo a bajo interés de Japón. La India empleará la tecnología HSR de 300 km/h basada en ruedas, en lugar de la nueva tecnología maglev de 600 km/h de Japón utilizada en el Chūō Shinkansen. Se espera que la India tenga en funcionamiento su línea de HSR a partir de 2025, una vez concluidos los controles de seguridad.

### Tren ligero
Al igual que el monorraíl, el tren ligero también se considera un sistema de alimentación para los sistemas de metro. Los sistemas previstos son el tren ligero de Calcuta y el tren ligero de Delhi.

## Vías aéreas

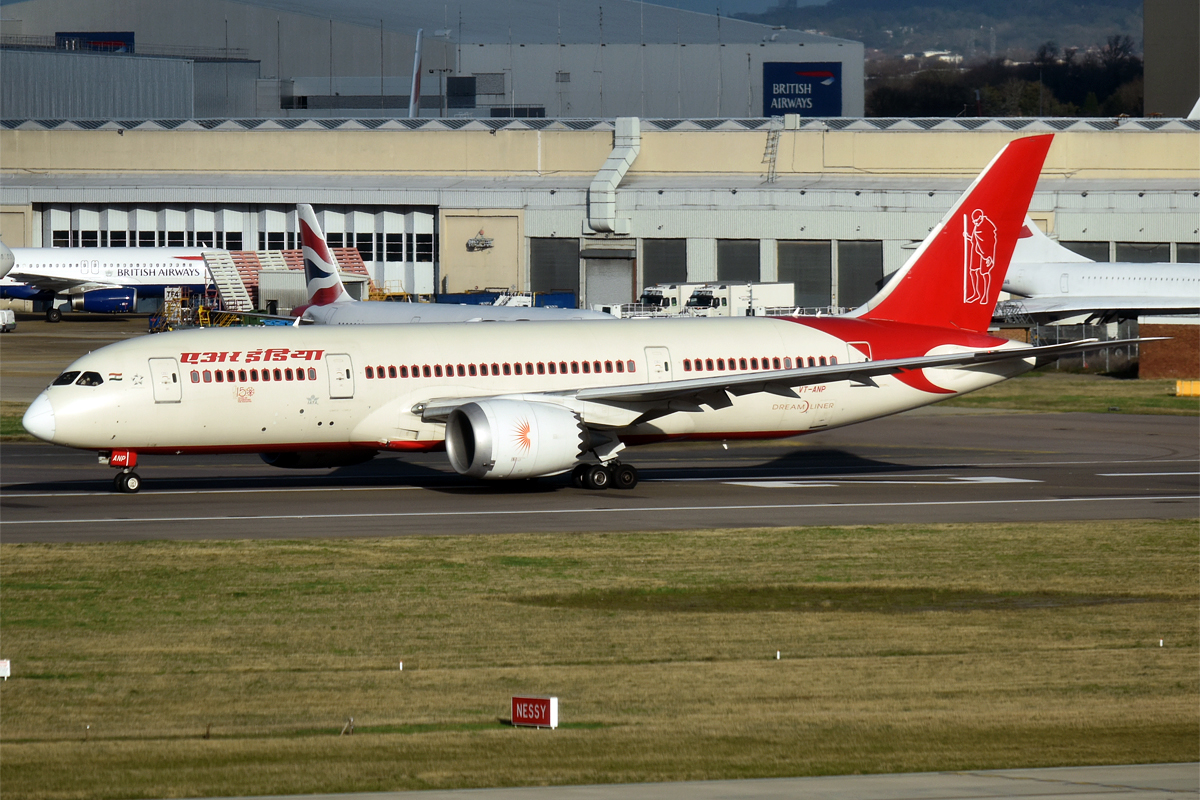
Air India, la aerolínea de bandera de la India.

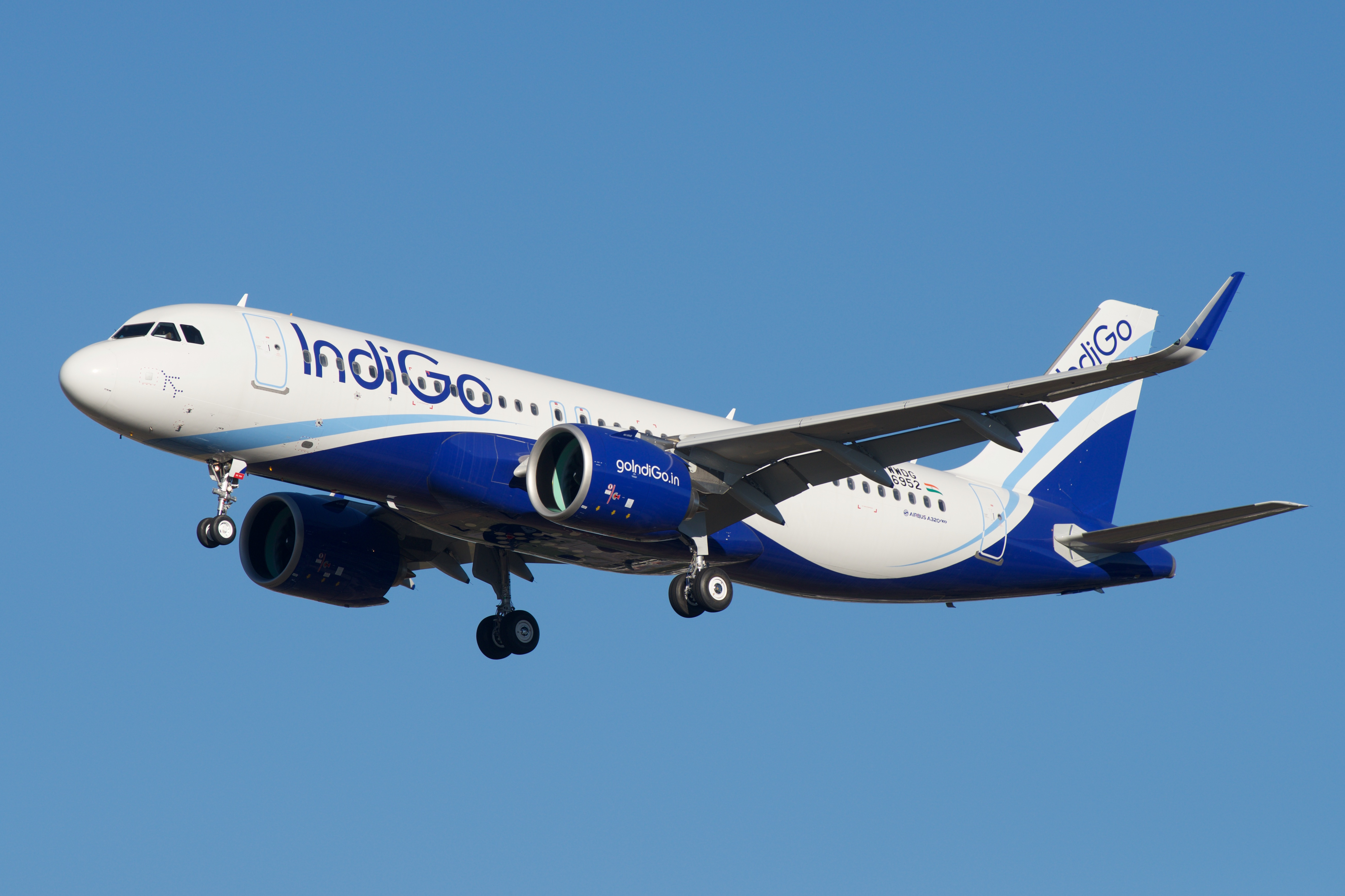
IndiGo, la mayor aerolínea de la India.

La Dirección General de Aviación Civil es el organismo regulador nacional del sector de la aviación, supervisado por el Ministerio de Aviación Civil. Este Ministerio también tiene control sobre organizaciones autónomas relacionadas con la aviación, como la Dirección de Aeropuertos de la India (AAI, Airports Authority of India), la Oficina de Seguridad de la Aviación Civil (BCAS, Bureau of Civil Aviation Security), la Indira Gandhi Rashtriya Uran Akademi, así como empresas del sector público como Pawan Hans Helicopters Limited y Hindustan Aeronautics Limited.
Air India, tras su fusión con Indian (aerolínea) en 2011, se convirtió en la aerolínea nacional de bandera de la India, desempeñando un papel crucial en la conectividad del país con el resto del mundo. IndiGo, Air India, Spicejet, Vistara, Jet Airways y Go First son las principales aerolíneas del país, enumeradas en función de su cuota de mercado. Estas compañías aéreas conectan más de 80 ciudades en toda la India y también operan rutas internacionales, aprovechando la liberalización del sector de la aviación en el país. Además, aerolíneas extranjeras también enlazan ciudades indias con importantes destinos mundiales. A pesar de esto, aún existe un significativo potencial de crecimiento en el transporte aéreo en la India, a pesar de que la ruta aérea Bombay-Delhi fue clasificada como la décima ruta más transitada a nivel global por Amadeus en 2012.

### Aeropuertos

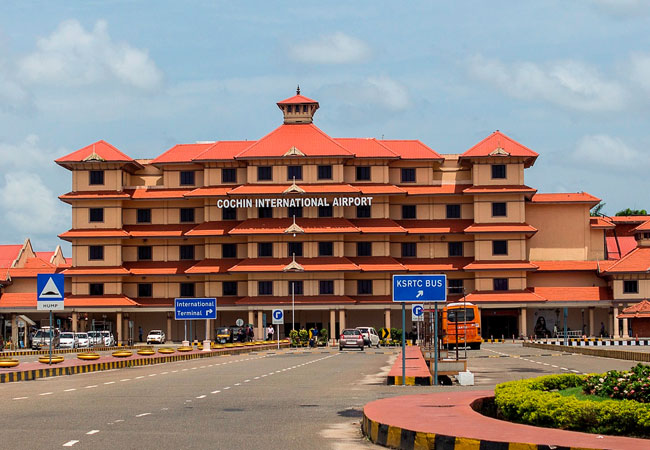
El Aeropuerto Internacional de Cochin es uno de los más transitados de la India.

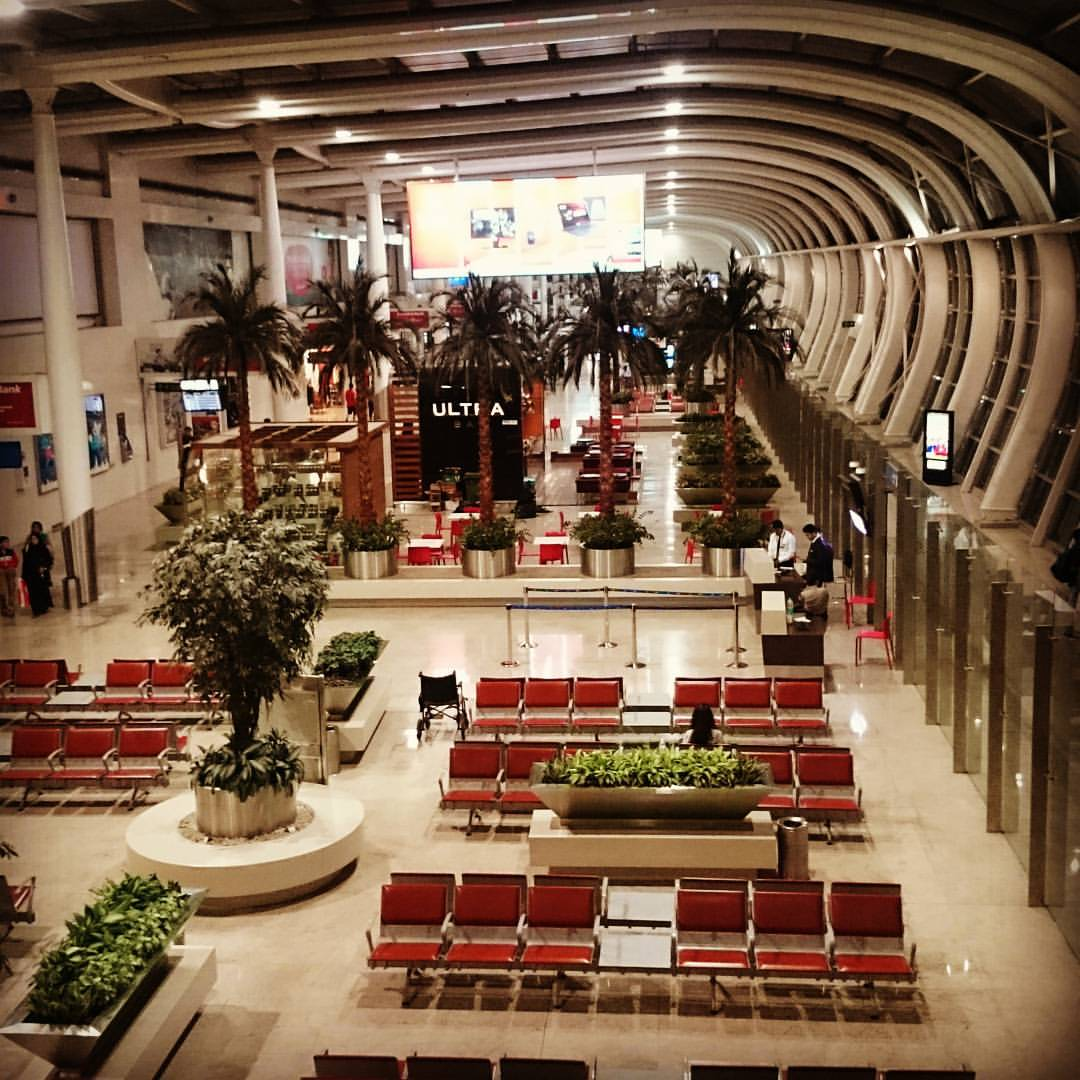
Terminal del aeropuerto de Bombay.

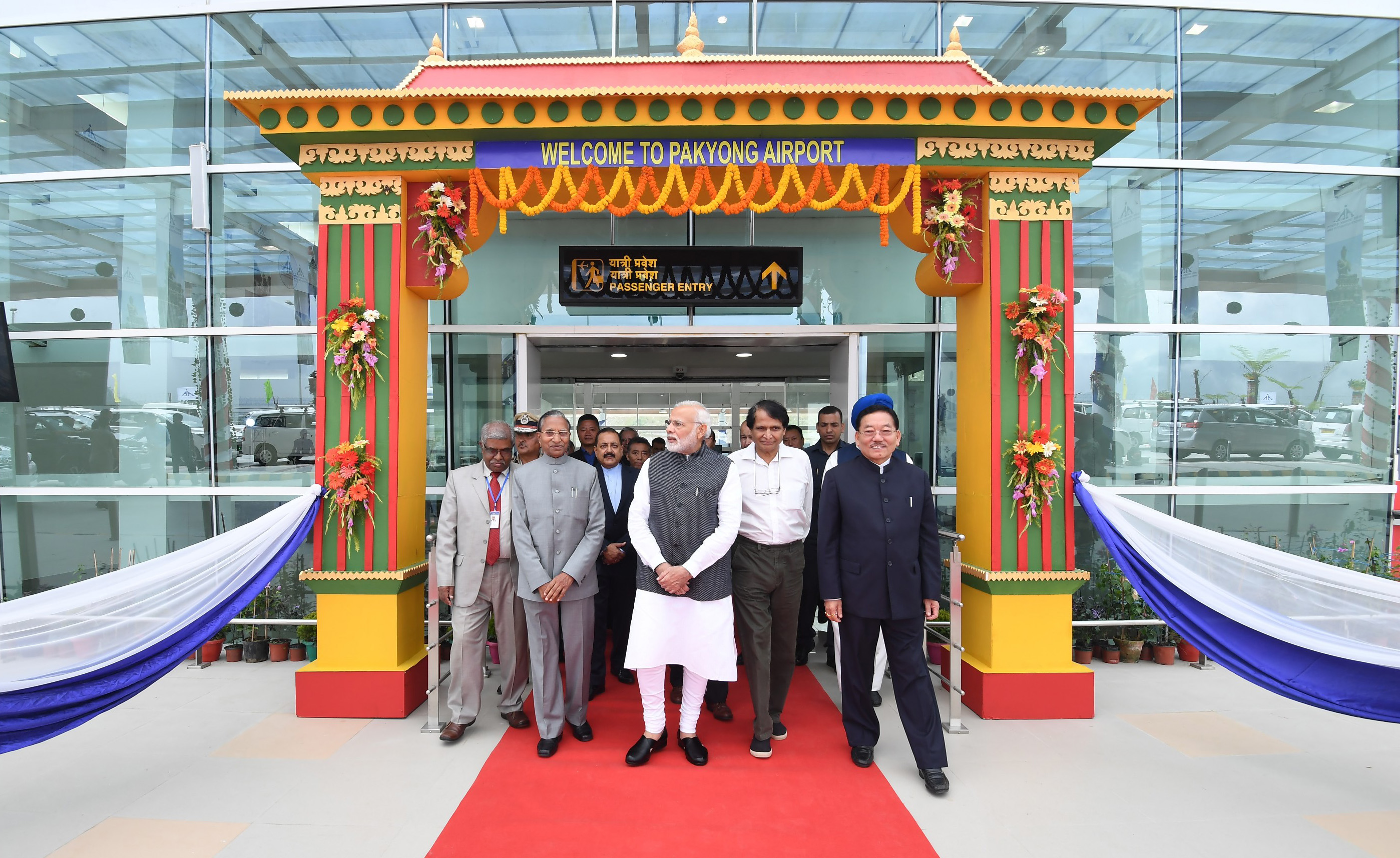
El primer ministro Narendra Modi en la inauguración del aeropuerto de Paykong, Sikkim.

Aunque en la India existen 346 aeródromos civiles- 253 con pistas pavimentadas y 93 sin pavimentar -, hasta noviembre de 2014 solo 132 estaban oficialmente clasificados como "aeropuertos". Entre ellos, el Aeropuerto Internacional Indira Gandhi de Delhi destaca como el de mayor tráfico en el país. En los últimos cinco años, se ha llevado a cabo la privatización de las operaciones en los principales aeropuertos de la India, lo que ha contribuido a la mejora de sus instalaciones y su nivel de limpieza. Además, se han llevado a cabo reformas y ampliaciones en las terminales.
La India también cuenta con 33 "aeropuertos fantasma", que fueron construidos con el propósito de mejorar la conectividad aérea en regiones remotas, pero que en la actualidad no se encuentran operativos debido a la falta de demanda. Por ejemplo, el aeropuerto de Jaisalmer en Rajastán, completado en 2013 con la expectativa de atender a 300,000 pasajeros anualmente, aún no ha presenciado la realización de vuelos comerciales. A pesar de estos casos de aeropuertos no operativos, India tiene planes de construir alrededor de 200 nuevos aeropuertos de "bajo coste" en los próximos 20 años.
| Length of runways               | Airports with paved runways | Airports with unpaved runways |
| ------------------------------- | --------------------------- | ----------------------------- |
| 3,047 m (10,0 pies) or more     | 21                          | 1                             |
| 2,438 a 3,047 m (8 a 10,0 pies) | 59                          | 3                             |
| 1,524 a 2,438 m (5 a 8 pies)    | 76                          | 6                             |
| 914 a 1,524 m (2998,7 a 5 pies) | 82                          | 38                            |
| Under 914 m (2998,7 pies)       | 14                          | 45                            |
| Total                           | 253                         | 93                            |

### Helipuertos

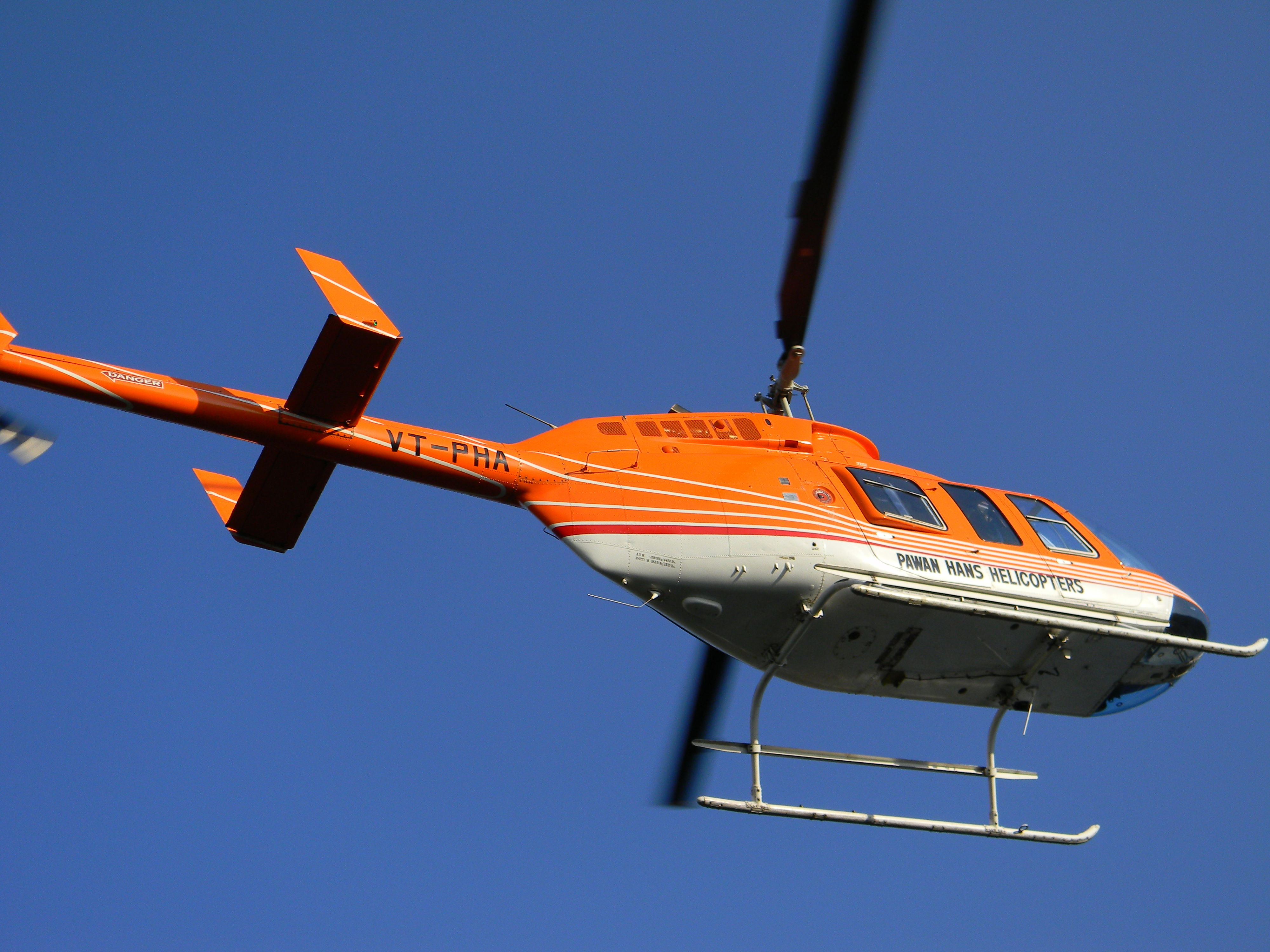
Helicóptero Pawan Hans VT-PHA.

Desde el año 2021, la India cuenta con un total de 45 helipuertos en su territorio. Además, destaca por tener el helipuerto más elevado del mundo en el glaciar Siachen, ubicado a una altitud de 6,400 metros sobre el nivel del mar. En el ámbito público, Pawan Hans Helicopters Limited desempeña un papel fundamental al brindar servicios de transporte en helicóptero a ONGC (Oil and Natural Gas Corporation) para sus instalaciones costa afuera, así como a diversos gobiernos estatales en diferentes regiones de la India, especialmente en el nordeste del país.

## Transporte marítimo
India tiene una costa de 7.517 km, por lo que los puertos son los principales centros de comercio. India también cuenta con una extensa red de vías navegables interiores.

### Puertos y transporte marítimo

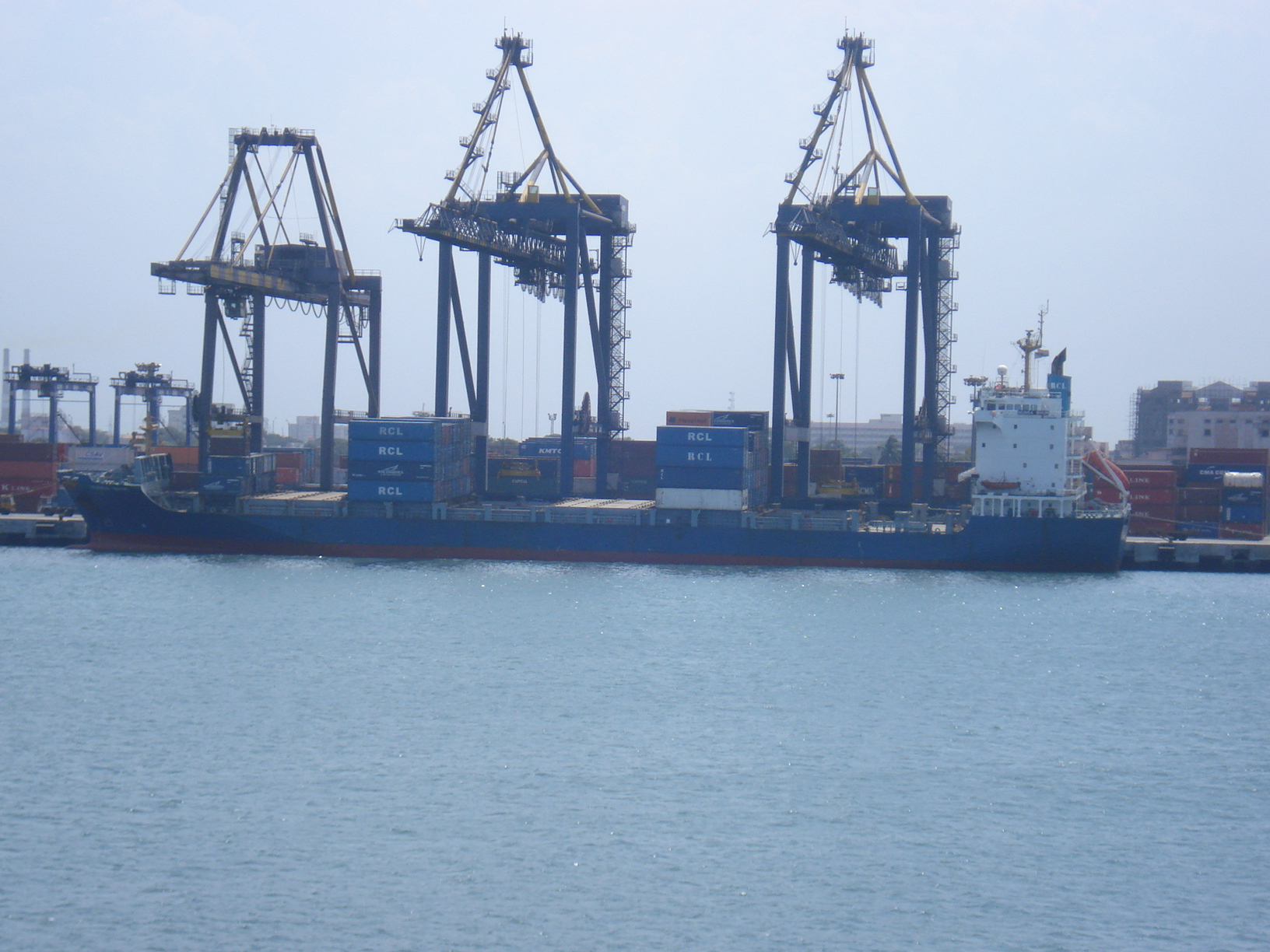
El puerto de Chennai es el mayor puerto de contenedores del golfo de Bengala.

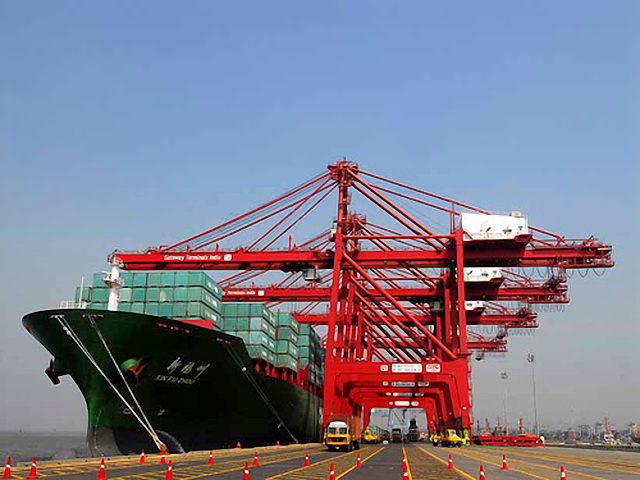
Fideicomiso portuario Jawaharlal Nehru, en Navi Mumbai, ocupa el puesto 25 del mundo en tráfico de contenedores.

En la India, cerca del 96% del comercio exterior en términos de cantidad y aproximadamente el 70% en términos de valor se lleva a cabo a través de los puertos. Entre estos, el puerto de Bombay y el puerto de Jawaharlal Nehru (JNPT) (Navi Mumbai) son responsables de la gestión del 70% del comercio marítimo en el país. La nación cuenta con doce puertos principales, que incluyen Navi Mumbai, Bombay, Chennai, Ennore, Thoothukudi, Cochín, Calcuta (que abarca Haldia), Paradip, Visakhapatnam, New Mangaluru, Mormugao y Kandla. Además de estos, existen 187 puertos menores e intermedios, de los cuales 43 manipulan mercancías.
La administración del transporte marítimo en la India recae en la Corporación de envío de la India (Shipping Corporation of India), una empresa de propiedad estatal encargada no solo de la gestión de infraestructuras marítimas de alta mar, sino también de otros aspectos del transporte marítimo en el país. Esta corporación posee y opera alrededor del 35% del tonelaje de carga de la India y opera en diversas facetas del sector marítimo, prestando servicios tanto para el comercio a nivel nacional como internacional. Entre los estados indios, Tamil Nadu es el único con tres puertos principales: Ennore, Chennai y Tuticorin.
La flota de la Shipping Corporation of India consta de 79 buques con un tonelaje bruto total de 2.750.000 GT (equivalentes a 4,8 millones de DWT). Adicionalmente, la corporación administra 53 buques dedicados a investigación, reconocimiento y apoyo, con un tonelaje bruto de 120.000 GT (equivalentes a 060.000 DWT), en nombre de varios departamentos gubernamentales y otras organizaciones. La formación del personal se lleva a cabo en el Instituto de Formación Marítima de Bombay, una filial de la Universidad Marítima Mundial establecida en 1987. Cabe mencionar que la corporación también opera en Malta e Irán a través de empresas conjuntas.
La distinción entre puertos mayores y menores no se basa en la cantidad de carga manipulada. Los puertos principales están gestionados por fideicomisos portuarios regulados por el gobierno central y se rigen por la Ley de Fideicomisos de Puertos Principales de 1963. Por otro lado, los puertos menores están regulados por los respectivos gobiernos estatales y muchos de ellos operan como puertos privados o cautivos. En el año 2005-2006, el volumen total de tráfico gestionado en los puertos principales alcanzó los 382,33 millones de toneladas.

### Vías navegables interiores

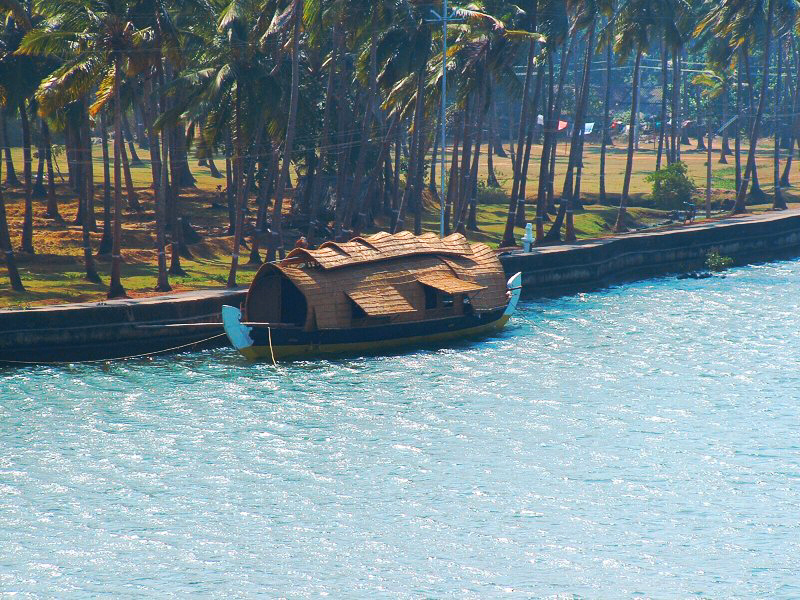
Una embarcación aparcada junto al río Chapora, en Goa.

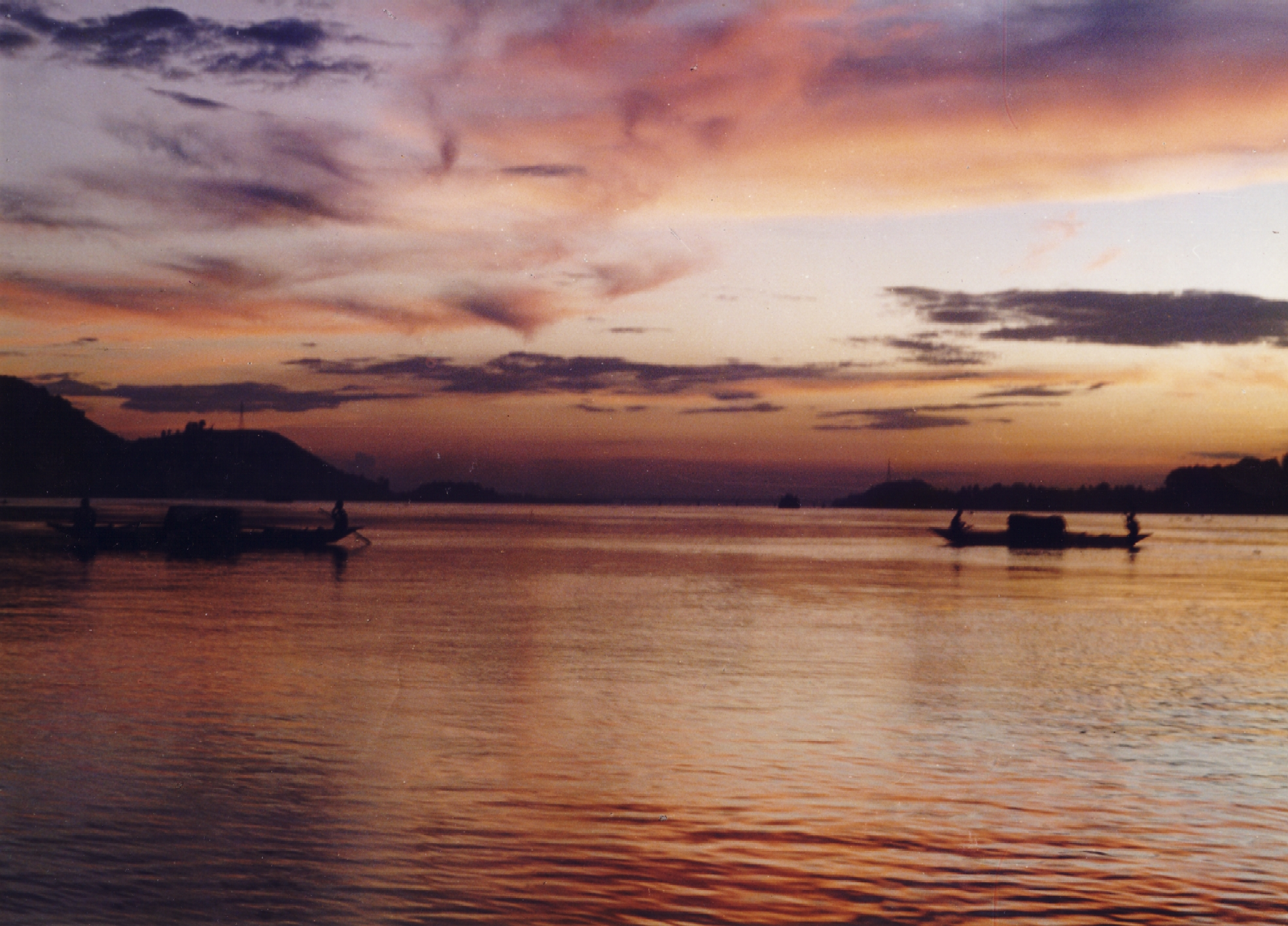
Barcos navegando por la National Waterway 2 en Guwahati.

India cuenta con una extensa red de vías navegables interiores, que incluyen ríos, canales, remansos y arroyos, sumando una longitud navegable total de 14.500 km. De este total, aproximadamente 5.200 km de ríos y 485 km de canales son navegables por embarcaciones mecanizadas. Sin embargo, el uso de estas vías navegables para el transporte de mercancías está significativamente infrautilizado en comparación con otros países de gran tamaño. En concreto, la carga total transportada por vías navegables representa tan solo el 0,15 % del tráfico interior en la India, en contraste con el 20 % en Alemania y el 32 % en Bangladesh.
El transporte organizado de carga a través de vías navegables se limita en su mayoría a ciertas áreas como Goa, Bengala Occidental, Assam y Kerala. Para supervisar y gestionar estas vías navegables, la Autoridad de Vías Navegables de la India (IWAI, Inland Waterways Authority of India) actúa como la autoridad estatutaria. Esta entidad se encarga de la construcción de infraestructuras necesarias en las vías navegables, evaluar la viabilidad económica de nuevos proyectos y llevar a cabo su administración y regulación.
Cabe destacar que ciertas vías navegables han sido designadas como Vías Navegables Nacionales:
- Vía navegable nacional 1: tramo Allahabad-Haldia del sistema fluvial Ganges - Bhagirathi - Hooghly, con una longitud total de 1.620 km, el 27 de octubre de 1986.[151]
- Vía navegable nacional 2: tramo Saidiya-Dhubri del sistema fluvial Brahmaputra con una longitud total de 891 kilómetros (554 mi) el 26 de octubre de 1988.[151]
- Vía navegable nacional 3: tramo Kollam-Kottappuram del canal de la costa oeste junto con los canales Champakara y Udyogmandal, con una longitud total de 205 kilómetros (127 mi) el 1 de febrero de 1991.[151]
- Vía navegable nacional 4: tramo Bhadrachalam-Rajahmundry y Wazirabad-Vijaywada del sistema fluvial Krishna-Godavari junto con la red de canales Kakinada-Puducherry, con una longitud total de 1.095 km el 24 de noviembre de 2008.[152][153]
- Vía navegable nacional 5: tramos Mangalgadi-Paradip y Talcher-Dhamara del sistema fluvial Mahanadi-Brahmani junto con el canal de la costa este, con una longitud total de 623 km el 24 de noviembre de 2008.[152][153]

## Tuberías
La industria del petróleo y el gas de la India importa actualmente el 82% del petróleo que necesita y tiene como objetivo reducir esta cifra al 67% en 2022, sustituyendo parte de las importaciones con exploración local, energías renovables y combustible de etanol autóctono (c. enero de 2018).
- La longitud de los oleoductos de crudo es de 20.000 km.
- La longitud de los oleoductos de productos petrolíferos es de 15.000 km (9.300 mi).

## Logística
La logística en la India subió al puesto 35 en 2016 desde el 54 en 2014 en el Índice de Desempeño Logístico Global del Banco Mundial. La estrategia del Gobierno busca incrementar la participación del comercio mundial en el PIB de la India (2,7 billones de dólares en el año fiscal 2017-18) hasta alcanzar el 40%, incluyendo la mitad (20% del PIB) de las exportaciones (c. enero de 2019). El costo de la logística en la India es del 14% del PIB, superando al de países desarrollados, y las reformas gubernamentales apuntan a reducirlo al 10% del PIB para 2022 (c. enero de 2018). El Ministerio de Comercio e Industria ha establecido una nueva división centralizada de Logística en colaboración con Singapur y Japón para administrarla, reemplazando a varios ministerios distintos que solían encargarse de ello, como los de ferrocarriles, carreteras, transporte marítimo y aviación. Con el fin de impulsar las exportaciones, cada estado implementará una política de exportación y logística y se designarán funcionarios nodales a nivel de distrito (c. enero de 2018). Se registran 64 transacciones y 37 agencias gubernamentales en el proceso de producción y exportación de principio a fin. Para continuar mejorando la clasificación, la velocidad logística, la facilidad para hacer negocios y la reducción de costos, India está desarrollando un "portal común en línea de logística integrada e-marketplace" que abarcará todas las transacciones en producción y exportación. Esto conectará a compradores con proveedores de servicios logísticos y agencias gubernamentales, como el sistema Icegate del departamento de aduanas, Port Community Systems, terminales de puertos marítimos y aéreos, líneas navieras, ferrocarriles, entre otros (c. enero de 2018).
Como parte del proyecto de desarrollo portuario Sagarmala, dotado con US$ 125.000 millones, el gobierno establecerá el marco regulatorio para las normas operativas logísticas de la India a través de los 300 parques logísticos de puertos secos del país (depósitos interiores de contenedores o ICD, por sus siglas en inglés). Esto se llevará a cabo en consulta con las 10 principales naciones que aplican mejores prácticas logísticas internacionales, con el objetivo de impulsar las exportaciones, eliminar los obstáculos en la cadena de suministro, reducir los costos de transacción, optimizar la combinación logística y establecer nuevos hubs secos de distribución (hub-and-spoke) (c. Enero de 2018).
Con el propósito de reducir los costos logísticos en un 10% y disminuir las emisiones de CO2 en un 12%, el gobierno también está desarrollando 35 nuevos "Parques Logísticos Multimodales" (MMLP, Multimodal Logistics Parks) en 36 carreteras de circunvalación. Estos parques facilitarán la movilización del 50% de la carga en la India. Para seis de estos MMLP ya se han asignado terrenos y se están realizando estudios de factibilidad (c. mayo de 2017).
La Confederación de la Industria India (CII, Confederation of Indian Industry) y el Gobierno colaborarán en la organización de una convención nacional anual sobre logística (c. enero de 2018). Entre las destacadas empresas de transporte se encuentran Container Corporation of India y Transport Corporation of India, mientras que la revista Logistics Management es una de las publicaciones más relevantes en este sector.

## Modernización
En 1998, la Corte Suprema de la India emitió una directiva que establecía abril de 2001 como fecha límite para la conversión o sustitución de todos los autobuses, vehículos de tres ruedas y taxis de Delhi para funcionar con gas natural comprimido.
La Corporación de Transporte por Carretera del Estado de Karnataka se convirtió en la primera entidad de transporte estatal en la India en adoptar biocombustibles y combustibles con mezclas de etanol. La KSRTC lideró la exploración de alternativas de combustibles investigando diversas opciones: incorporando biocombustibles como honge, palma, girasol, cacahuete, coco y sésamo a la mezcla de gasóleo. En 2009, la corporación optó por promover la utilización de autobuses con biocombustibles.
En 2017, el Gobierno anunció que para 2030 únicamente se comercializarían vehículos eléctricos en el país(165). También informó que para 2022, todos los trenes operarían con electricidad.
En marzo de 2020, el Gobierno de la India implementó una suspensión temporal de todos los servicios ferroviarios, de metro y de autobús de pasajeros debido a la pandemia del COVID-19.